# Comtois (cheval)
Vous lisez un « article de qualité » labellisé en 2012.  Il fait partie d'un « thème de qualité ».
Pour les articles homonymes, voir Comtois.
Le Comtois est une race de chevaux de trait de taille moyenne, propre à la Franche-Comté. D'origine germanique et peut-être bourguignonne, elle est surtout présente en France et en Suisse. Réputé sous l'Ancien Régime, le Comtois est le premier exemple d'élevage florissant d'un cheval de traction lourde en France. Décimé durant les guerres napoléoniennes, il se confond alors, sous le nom de « cheval du Jura », avec le futur cheval des Franches-Montagnes suisse. Côté français, son élevage est relancé au début du XXe siècle.
Sélectionné pour les travaux des champs, le Comtois devient un cheval de trait rustique, capable de vivre à l'extérieur toute l'année. Alors qu'il était de robe baie, il acquiert après la Seconde Guerre mondiale sa robe particulière aux crins de couleur claire, qui participe désormais à son succès, avec son tempérament calme, son format moyen et sa rusticité. Face à la concurrence du tracteur, le Comtois est reconverti en animal de boucherie. Dans les années 1980, il devient ainsi la seule race de trait française dont les effectifs connaissent une légère augmentation.
Le Comtois est désormais la race de chevaux de trait la plus présente en France, grâce à la rentabilité de son élevage extensif en zone montagneuse. Bien que la viande constitue, et de loin, le premier débouché de la race, le Comtois est aussi utilisé dans les loisirs, le spectacle et les travaux attelés.

## Histoire
Le cheval est élevé depuis environ 1 500 ans en Franche-Comté. Le berceau historique de la race du cheval de trait Comtois (prononcé [ʃə.val də tʁɛ kɔ̃.twa] ) se situe dans le centre du Jura, limitrophe de la Suisse. Si l'on ne peut forcément parler de « race » sur toute cette période, il est certain qu'une population de chevaux y existe au moins depuis l'époque Burgonde. D'après la thèse de Cécile Blanchard, Le Comtois d'avant le XXe siècle est très différent de celui qui est décrit au XXIe siècle.

### Origine

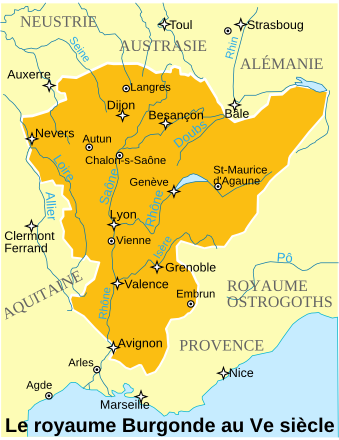
Les Burgondes auraient amené leurs chevaux dans la région franc-comtoise vers le V.

L'origine exacte du Comtois est lointaine et imprécise. Il existe des différences de points de vue, les éleveurs franc-comtois rejetant l'influence bourguignonne et suisse. Génétiquement, le Comtois est très proche de l'Ardennais, et relativement proche du Breton, qui sont deux autres races de chevaux de trait françaises.
L'hypothèse la plus répandue veut que les ancêtres du Comtois soient germaniques, et aient été importés par les Burgondes au IVe siècle, Ve siècle, ou VIe siècle,, dans les montagnes jurassiennes du Doubs, à l'actuelle frontière entre la France et la Suisse. Marcel Mavré cite en faveur de cette origine germanique une ordonnance de Charles Quint le 1er décembre 1554, disant que le comté de Bourgogne devrait être peuplé « de bons chevaux du Saint-Empire »,.
Selon le Dr vétérinaire Pierre-André Poncet, le Comtois provient d'un tronc commun avec le cheval des Franches-Montagnes suisse. Ces deux races se séparent au milieu du XIXe siècle en prenant des orientations différentes, le Franches-Montagnes évoluant vers le trait léger demi-sang et le Comtois vers le trait lourd, par croisement avec des Ardennais. Une parenté avec le Haflinger du Tyrol est aussi souvent évoquée.
Selon la thèse de Patrick Wadel consacrée à l'élevage des paysans francs-comtois sous l'Ancien Régime, au moins une partie au moins de ces chevaux ne remonte pas aux races germaniques, mais est issue du cheval bourguignon, « que les chroniques disent s'être répandu du côté des Franches-Montagnes suisses, après les défaites de Charles le Téméraire ».
Selon le Dr vétérinaire Jacques Sevestre, le Comtois possède peut-être une ascendance arabe en raison de son profil de tête rectiligne. Les croisements éventuels avec des étalons orientaux et espagnols restent controversés. L'inventaire des chevaux du comte de Cantecroix, en 1608, montre une forte présence de chevaux de selle d'origine espagnole.

### De l'Antiquité auXVIIesiècle
Peu de sources anciennes citent le cheval Comtois avant le Moyen Âge. Les chevaux de Séquanie servent de montures aux Gaulois, puis aux Germains,. Plusieurs auteurs d'encyclopédies estiment qu'ils sont montés comme destriers par des chevaliers médiévaux lors de joutes,,. Pour l'autrice régionaliste Marie Lucie Cornillot (1950), le cheval Comtois a « porté les Croisés jusqu'aux royaumes d'Athènes et d'Achaïe, et fait la gloire de la noblesse comtoise du XVIe siècle ».
Les chevaux Comtois du XVIIe siècle sont d'un modèle différent de l'actuel. Plus petits, ils portent une robe noire ou baie. L'écuyer Antoine de Pluvinel cite le « cheval bourguignon », et « surtout le Comtois », comme un animal excellent pour la traction et le harnais, mais peu fin « et sujet à devenir aveugle ». Sous l'Ancien Régime, l'élevage paysan franc-comtois joue un grand rôle dans l'économie du pays. La monarchie place ses espoirs dans la production de ces animaux. En 1695, des étalons royaux sont envoyés aux garde-haras francs-comtois. Les chevaux de Franche-Comté sont fortement réquisitionnés pour les guerres de Louis XIV, dont une saisie de 4 000 chevaux en 1696,.

### XVIIIesiècle
Martin Haller identifie le XVIIIe siècle comme un âge d'or pour le Comtois. Il sert d'animal de guerre et en particulier de cheval d'artillerie. C'est essentiellement un animal de transport et d'artillerie, peu réputé sous la selle. Il arrive qu'il soit monté par la cavalerie, et notamment les dragons, servant d'animal militaire depuis l'époque de Louis XIV et jusqu'à celle de Napoléon Ier.
Deux types sont distingués, le cheval de plaine et le cheval de montagne, le second étant plus réputé que le premier. Le haras national de Besançon est établi en 1754,. Le marquis de Voyer met en place, jusqu'en 1759, une réforme qui permet de se rendre compte de la nécessité d'élever le cheval de trait. Elle permet à l'élevage paysan de s'épanouir. La race franc-comtoise, dont l'élevage s'organise durant tout ce siècle, annonce le développement des chevaux de travail du siècle suivant dans les autres régions françaises. L'organisation entre les naisseurs des montagnes, les paysans rouliers, les garde-étalons et les marchands de chevaux, est en effet précoce. La zone de diffusion et d'influence de ces animaux est telle qu'ils sont trouvés jusque dans la Puisaye (où a lieu une tentative de naturalisation de la race, d'après O. Delafond) et le Donziais (où des juments comtoises sont introduites et gagnent tout le plateau nivernais), deux régions géographiquement plus proches de l'influence du Poitou et du Perche, qui possèdent aussi des races de chevaux de trait. En 1770, la majorité des étalons répartis dans les haras de Franche-Comté sont de race comtoise locale.
En Lorraine, les animaux de trait sont probablement issus d'un mélange entre les races ardennaise et comtoise. Une source de 1715 atteste que des chevaux francs-comtois sont élevés jusque dans le Berry. Ces chevaux, dont la réputation est « ancienne et excellente », restent populaires dans leur berceau d'origine. Les rouliers d'Orgelet, dans le Jura, achètent à bas prix les juments poulinières de réforme pour transporter à moindre coût leur fromage et d'autres denrées de la région.
Il existe une opposition historique entre l'administration des haras et l'élevage paysan, ces derniers refusant les croisements préconisés par les autorités du pays, et préférant sélectionner leurs chevaux dans l'indigénat. Les discours « partisans » des auteurs de la fin du XVIIIe siècle en révèlent les enjeux. Le but des administrateurs est d'ôter toute possibilité de choix et d'initiative aux éleveurs paysans pour leur faire produire des chevaux de guerre, mais ces derniers recherchent un « cheval de paix » pour travailler la terre. Alfred Gallier parle des « petits chevaux du Jura » tirant les diligences et les charrois à la fin du XVIIIe siècle, particulièrement dans la vallée du Rhône.

### XIXesiècle

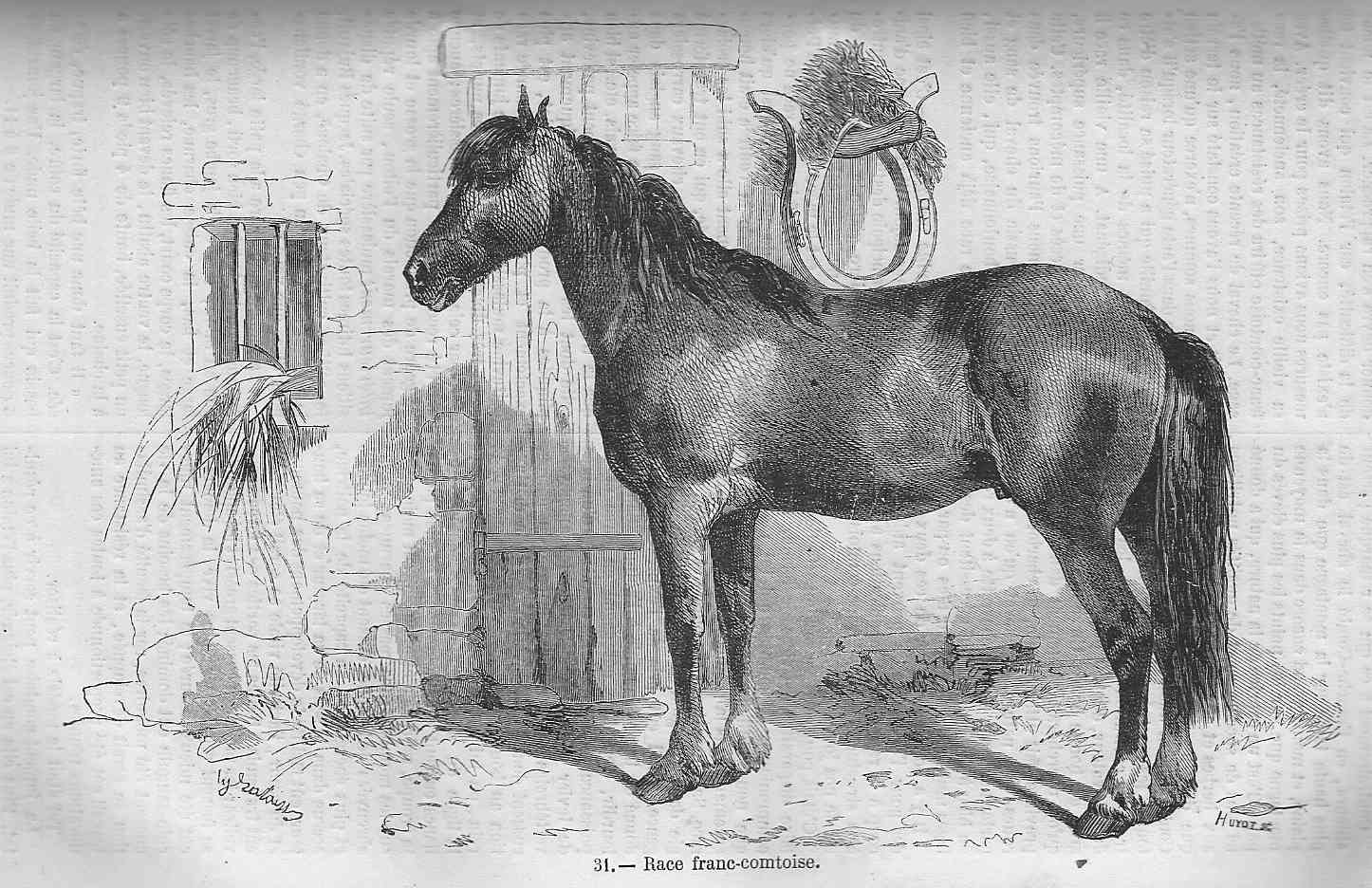
Illustration du cheval Comtois dans l'encyclopédie pratique de l'agriculteur, publiée par Firmin-Didot et Cie, tome 5, 1877. Le modèle est beaucoup plus léger que le Comtois actuel, les crins sont foncés.

Le cheval du Jura est largement mis à contribution lors de la Révolution française, puis durant les guerres du consulat, de l'Empire, et du Second Empire,. La campagne de Russie, en particulier, est un désastre pour la race. Il reste très peu d'animaux en Franche-Comté après les réquisitions des armées. Le cheval Comtois connaît ainsi une période de recul au XIXe siècle,. D'après Bernadette Lizet, il a peut-être souffert à cette époque de ne pas être élevé près de Paris. La documentation atteste en parallèle de la progression des races du Percheron et du Boulonnais, soutenues par une excellente réputation et très présentes dans la capitale de France, tandis que les chevaux Flamands, Poitevins et Comtois sont décrits comme des chevaux « de qualité inférieure ».
L'itinéraire d'une famille du Bazois, qui a diffusé le cheval Comtois dans sa région entre 1800 et 1830, est connu grâce à un vétérinaire, M. Delafond. Il s'agit d'une des premières grandes dynasties d'éleveurs de chevaux de trait. Les juments comtoises sont, d'après lui, bien supérieures aux populations équines traditionnelles du Bazois, mais elles perdent du terrain face à l'émergence de la race percheronne sur la même période. Entre les années 1830 et 1850, les chevaux du Nivernais sont de plus en plus métissés Comtois-Percheron. Les éleveurs de Comtois sont ensuite repoussés vers le sud.
Le cheval Comtois est confondu, sous le nom de « cheval du Jura », avec le futur Franches-Montagnes de Suisse. Ces deux races possèdent à l'époque un modèle comparable. Les croisements entre elles sont fréquents. Il n'est pas rare que des marchands de chevaux suisses s'approvisionnent en France puis revendent leurs animaux comme étant des chevaux des Franches-Montagnes. Inversement, des chevaux suisses font souvent la monte en Franche-Comté, comme l'attestent de nombreux rapports d'inspecteurs des haras. Un étalon suisse figure parmi les 25 reproducteurs répertoriés à Besançon en 1811. Dès 1840, le croisement entre la jument comtoise et l'étalon suisse des Franches-Montagnes est courant parmi les éleveurs. Cependant, ces croisements sont souvent opérés avec des étalons suisses de mauvaise qualité.

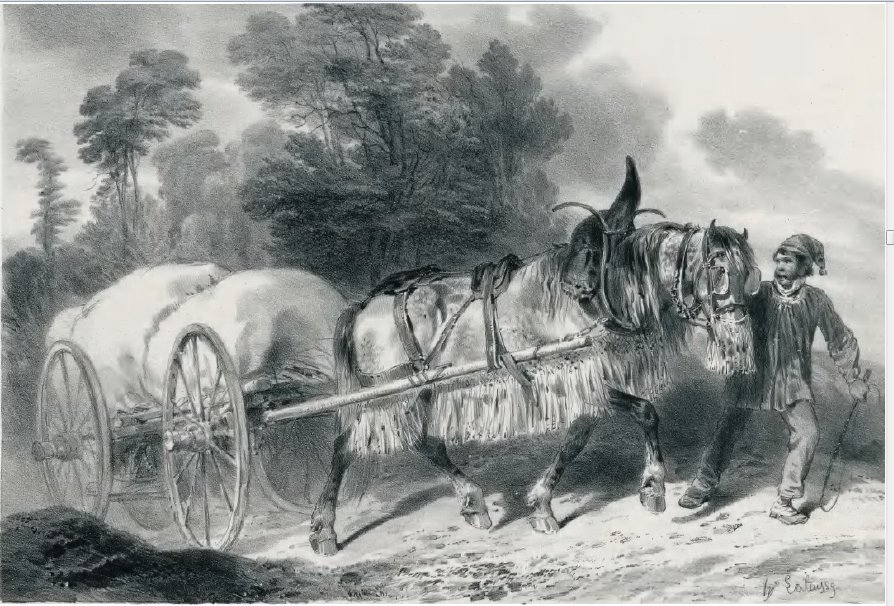
Le chariot comtois tracté par le cheval du pays, vers 1850

Au milieu du XIXe siècle, les poulains de trait franc-comtois se vendent tout de même entre 350 et 400 francs à l'âge de quinze à dix-huit mois, selon l'hippologue Eugène Gayot. Ils ont une excellente réputation pour les travaux des champs et les charrois. Il ajoute que tout le monde, dans la première partie du XIXe siècle, connait le chariot comtois de 2 000 kg tracté par le cheval du même pays, et détaille la morphologie jadis avantageuse de l'animal, à la robe baie ou grise pour une taille de 1,50 à 1,60 m, avant de regretter « le délaissement de la race ». Les chevaux francs-comtois sont en effet croisés avec des chevaux Normands, Boulonnais, Percherons et Ardennais sans contrôle, si bien que vers 1850 « il n'existe pas, ou plus à proprement parler de race franc-comtoise », la population équine de la région étant devenue très hétéroclite, notamment à cause des croisements avec des chevaux de sang. Un ancien type de ce cheval, assez proche du Poitevin mulassier selon certains observateurs, disparaît à cette époque.
En 1863, le conseil général du Jura souhaite l'envoi d'étalons « améliorateurs » dans le pays comtois. Eugène Gayot sélectionne 38 étalons reproducteurs issus de diverses races françaises. La guerre franco-allemande de 1870 entraîne une fermeture temporaire puis une réorganisation du dépôt d'étalons de Besançon. Pour Edmond Lavalard, qui s'exprime en 1894, « les chevaux comtois actuels méritent à peine d'être signalés ». Les éleveurs français sont contraints de s'approvisionner en reproducteurs à Porrentruy et dans les Franches-Montagnes suisses, en raison du peu de bons étalons restants en Franche-Comté. L'ingénieur agronome Paul Diffloth estime que « cet élevage n'a pas les garanties nécessaires pour un développement d'avenir ».

### XXesiècle

#### Première moitié duXXesiècle

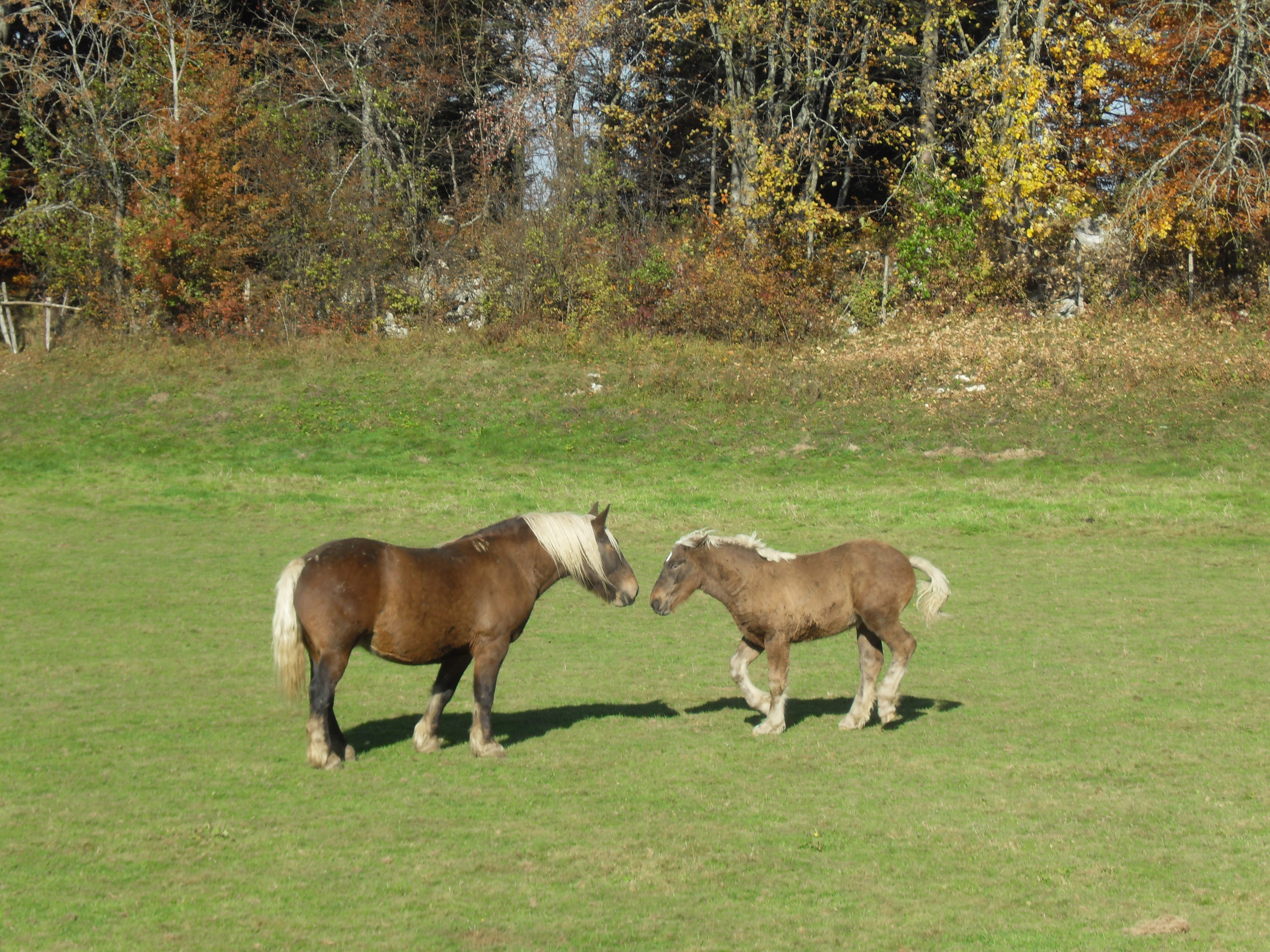
Des chevaux Comtois à Maîche, berceau de la race.

Au début du XXe siècle, la race est menacée de disparition alors que l'usage du cheval de trait par l'armée diminue. Parallèlement, la traction hippomobile agricole remplace de plus en plus la traction bovine, le cheval de trait étant en faveur. C'est pourquoi quelques passionnés reprennent l'élevage du Comtois, en choisissant les meilleurs chevaux dans l'indigénat.
Ces éleveurs choisissent des croisements avec des étalons reproducteurs Ardennais, de robe baie et sans marques blanches,. Ces croisements sont opérés à partir de 1905,. Ces chevaux vifs de format moyen font prendre de l'ampleur aux Comtois, tout en conservant leurs allures. Les membres forcissent et la masse augmente. Marcel Mavré décrit cette politique d'élevage comme complète et saine. L'influence d'un petit étalon reproducteur Ardennais venu de Lorraine se révèle très positive. En 1910, un premier concours de modèle et allures a lieu à Maîche, dans le Doubs, d'où le surnom de « Maîchard » donné à ces chevaux,.
Après les pertes chevalines durant la Première Guerre mondiale, les éleveurs reprennent leurs efforts de sélection. En 1919 est créé le Syndicat du cheval comtois ainsi que le stud-book, ouvert le 16 septembre de la même année,.
Ce cheval, dont la population ne cesse de s'accroître, se diffuse aux départements voisins du Doubs, du Jura, du Territoire de Belfort, et surtout en Haute-Saône. Son élevage remplace parfois celui des bovins. Il fait partie, avec le Postier breton, des petites races de trait rustiques qui émergent durant le premier tiers du XXe siècle. Ce cheval vif, pesant 650 kg de muscles, fait le bonheur des petites et moyennes exploitations agricoles. En 1925, les croisements cessent et l'élevage s'effectue désormais dans l'indigénat. En 1926, le Comtois est qualifié d'« excellent type de cheval de montagne » lors d'un concours régional, face à plusieurs autres races. En 1929, le syndicat hésite à adopter le nom de race « Ardennais-Comtois », et conserve le nom Comtois au prix de quelques modifications du standard. Les foires aux chevaux se multiplient dans la région franc-comtoise. D'après les souvenirs d'enfance d'André Besson, à la foire de Longwy-sur-le-Doubs, « viennent se fournir les officiers militaires de l'artillerie et du train ».
En 1936, le reproducteur Ardennais ayant pris trop d’importance, leurs effectifs sont diminués jusqu'à ce qu'en 1942, il n'en reste plus que six dans toute la Franche-Comté. En 1937, un premier concours exclusivement réservé au Comtois est organisé à Maîche, et entre en alternance une année sur deux avec le concours du Russey. L'année suivante, le syndicat de race compte 413 adhérents.
Dans les années 1940, le Comtois est « revenu sur le devant de la scène nationale », et fait son entrée dans les nomenclatures de races chevalines. Perturbés par la Seconde Guerre mondiale, les concours de race reprennent en 1942, la gestion du stud-book étant reprise en 1945. Le vétérinaire Dr Duvernoy estime en 1945 que ce cheval de trait ne sera pas supplanté par la motorisation agricole. La population du Comtois est estimée à environ 70 000 têtes vers 1950, alors qu'il subit déjà la concurrence de la traction motorisée.

#### Fin de l'utilisation au travail
Alors même que la race comtoise reprend de l'ampleur, la disparition de la traction hippomobile utilitaire fait qu'il est trop tard pour envisager des exportations. La commercialisation à grande échelle du tracteur et de la moissonneuse-batteuse provoque le déclin de l'élevage du Comtois. Dès les années 1930, les plus fortunés des paysans comtois commencent à acheter « de petits tracteurs à la fiabilité douteuse ». La première moissonneuse-lieuse arrive dans les années 1920. Dans les années 1950, la majorité des agriculteurs francs-comtois en sont équipés, même si certaines de ces machines restent mues par la traction hippomobile. Les gros propriétaires qui se consacraient à l'élevage du cheval Comtois pour le vendre à l'armée avant la guerre changent d'activité.
L'un des derniers emplois agricoles du Comtois relève d'une courte transition entre la traction bovine et le tracteur au sud de la Loire, des années 1950 aux années 1960. En 1966, la race est « très réduite numériquement ». En 1969, le cheptel est estimé de 8 000 à 10 000 têtes, face aux 250 000 têtes que représentent encore ensembles les races de l'Ardennais, du trait du Nord et de l'Auxois.

#### Relance bouchère

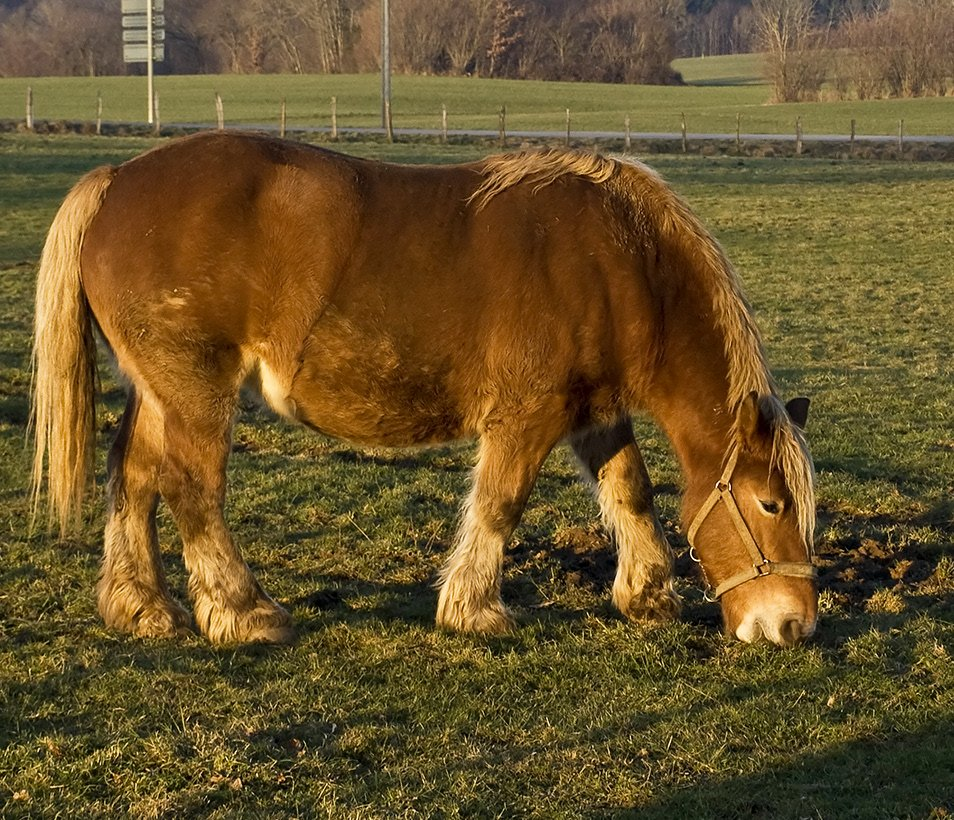
Exemple d'un modèle recherché pour la boucherie : vendus au poids, les animaux doivent être les plus lourds possibles.

Au début des années 1970, les effectifs de chevaux de trait ont très fortement baissé en France. À la même époque, Henry Blanc est nommé directeur des haras nationaux français et organise la reconversion des neuf races de chevaux de trait en animaux de boucherie. Jusqu'en 1982, il freine les importations de viande et finance une recherche de l'Institut national de la recherche agronomique (INRA), près de Clermont-Ferrand sur l'engraissement des poulains de trait. Il encourage les éleveurs français, qui ne parviennent plus à trouver d'acheteurs pour leurs animaux, à engraisser ceux-ci pour les revendre au poids aux abattoirs. C'est l'hippophagie qui assure, paradoxalement, une partie de la sauvegarde du Comtois en gardant son capital génétique intact, mais aussi en transformant le modèle des animaux concernés, autrefois taillés pour le travail, en celui de « bêtes à viande ». Un arrêté du 24 août 1976, paru dans le journal officiel, renomme toutes les races de « chevaux de trait » françaises en « chevaux lourds », et pousse les éleveurs à sélectionner des étalons reproducteurs les plus lourds possibles. Les haras nationaux achètent et approuvent ce type d'étalon destiné à donner naissance à des poulains qui s'engraissent rapidement, ces derniers étant abattus vers l'âge de 18 mois pour produire de la viande.
Le cheval Comtois est la seule race de trait française dont les effectifs connaissent, dès la fin des années 1970, une légère augmentation pour les besoins de la boucherie,. En 1981, il est la deuxième race de trait française en termes d'effectifs, après le Breton. Néanmoins le marché de la viande de cheval ne suit pas. L'INRA et l'Institut national agronomique effectuent différentes analyses démographiques et génétiques des populations de chevaux de trait, toutes menacées de disparition. En 1981, les chercheurs en concluent que la race comtoise est victime de consanguinité, de dérive génétique et de la disparition de ses structures de coordination. L'âge avancé de ses éleveurs rend sa situation précaire. En 1985, la Franche-Comté ne recèle plus que 7 000 à 8 000 chevaux, soit dix fois moins qu'en 1950. Des élevages perpétuent la race pour des raisons affectives et sentimentales plutôt qu'économiques.

#### Renouveau de l'utilisation au travail et dans les loisirs

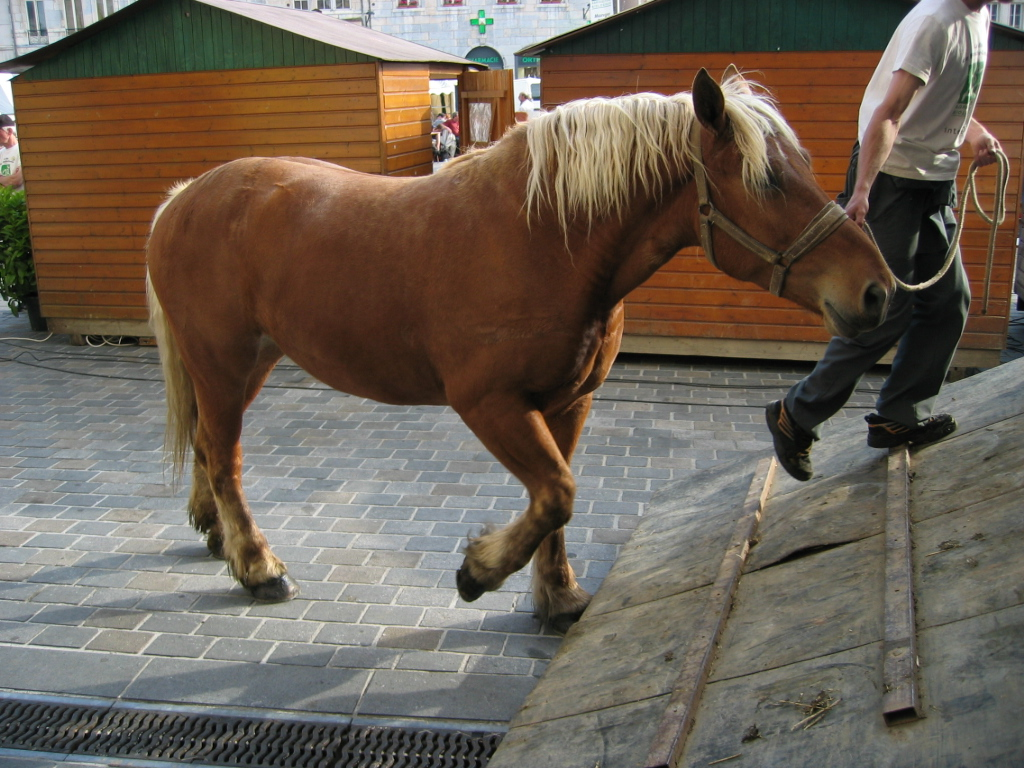
Un Comtois montant dans un van.

Les effectifs de la race comtoise connaissent une progression dans les zones de montagne entre les années 1980 et les années 2000, et sont depuis relativement stables. En 1992, l'Association de Développement Économique du Doubs (ADED) reconnaît dans le cheval Comtois un atout pour la compétitivité du territoire. En 1995, la région franc-comtoise met en place une politique de bassin de vie en faveur du porc et du cheval Comtois, visant à diversifier les activités agricoles locales tout en mettant en place une synergie avec le secteur du tourisme. En 1997, le Comtois fait partie des races de chevaux dont les éleveurs peuvent bénéficier de la « Prime aux races menacées d'abandon » (PRME), d'un montant de 100 à 150 €. Depuis les années 2000, la race connaît un « renouveau inattendu ».

## Description

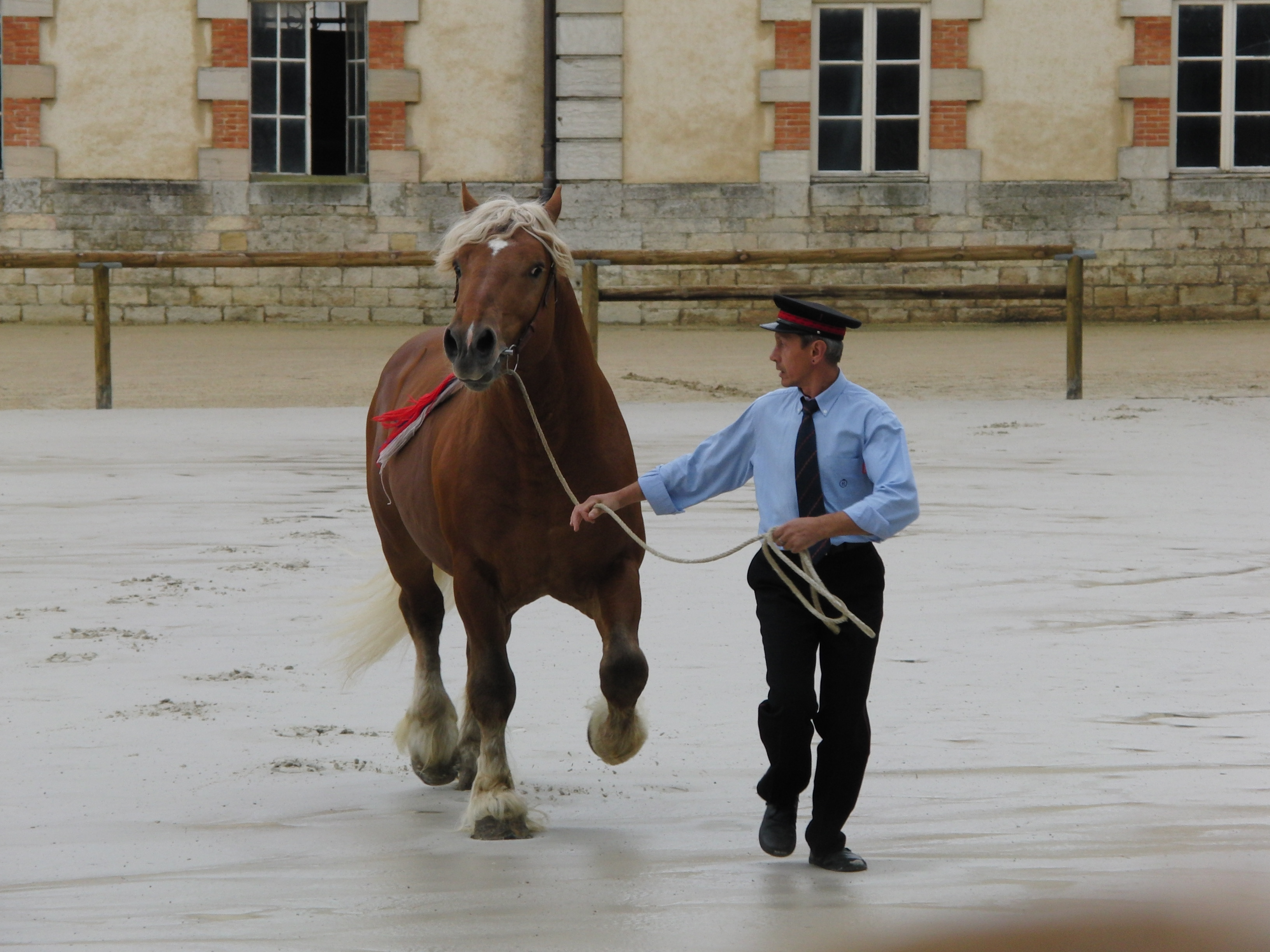
Présentation d'un étalon Comtois au haras national de Cluny.

L'impression générale dégagée par le Comtois est celle d'un cheval de trait trapu au format moyen, de modèle bréviligne,. Imposant sans être excessivement lourd, il est plus léger qu'un Percheron et présente le type d'un cheval de trait léger, fonctionnel. Martin Haller lui décrit un aspect attrayant. Les minéraux présents dans les sols franc-comtois pourraient avoir une influence positive sur la robustesse du Comtois.

### Taille et poids
La taille du Comtois est assez réduite pour un cheval de trait,. Caroline Silver et Bonnie Lou Hendricks lui attribuent (respectivement en 1984 et en 1995) une hauteur allant de 1,43  à   1,53 m,. L'auteur italien Maurizio Bongianni cite en 1987 une fourchette de taille de 1,45  à   1,55 m ; l'autrice tchèque Helena Kholová signale en 1997 un accroissement de cette taille, avec une fourchette de 1,50  à   1,60 m, parfois plus. Le standard moderne de la race (règlement 2020) recommande une hauteur au garrot de 1,50  à   1,65 m,.
Le poids va de 650 à 800 voire 900 kg, selon la destination du cheval. Pour des chevaux d'utilisation, il est conseillé de ne pas dépasser les 700 kg, afin que l'animal puisse se déplacer correctement.

### Morphologie
Il existe d'importantes variations morphologiques selon que le cheval travaille régulièrement ou non. Des débats portent sur la morphologie à privilégier, allant d'un alourdissement pour le marché de la viande à un allègement pour les usages sous la selle.

#### Tête
La tête est de format carré,. Une majorité d'auteurs la décrivent comme grande et grosse,,, ; Haller la décrit de taille moyenne et d'aspect un peu fruste. Le profil est rectiligne, et le front large,. Lætitia Bataille lui décrit une certaine distinction et Haller une « expression agréable ». Le toupet est fourni. L'œil est vif et expressif.

Tête du Comtois
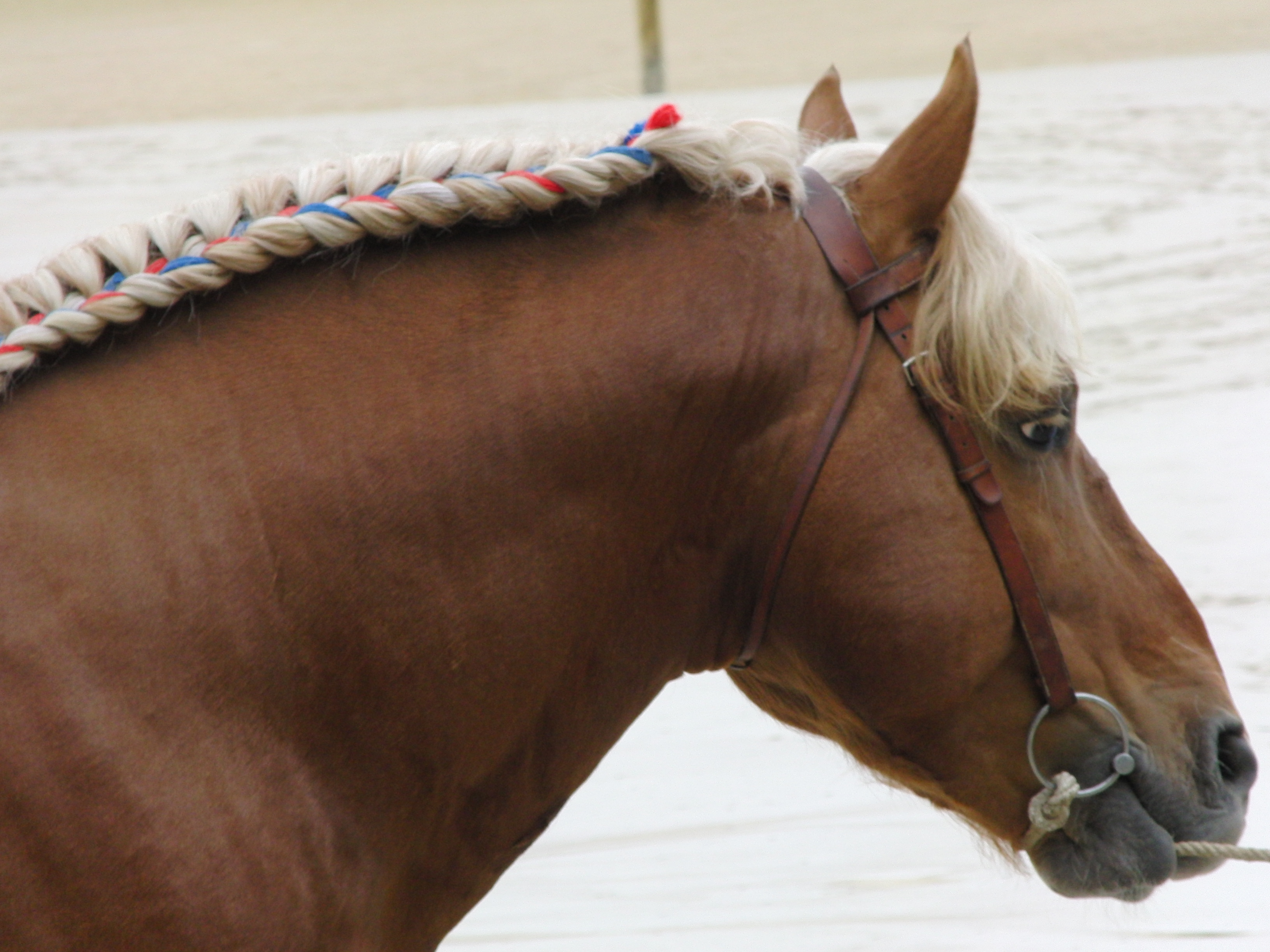
Étalon du Haras national de Cluny, profil droit, 2011.
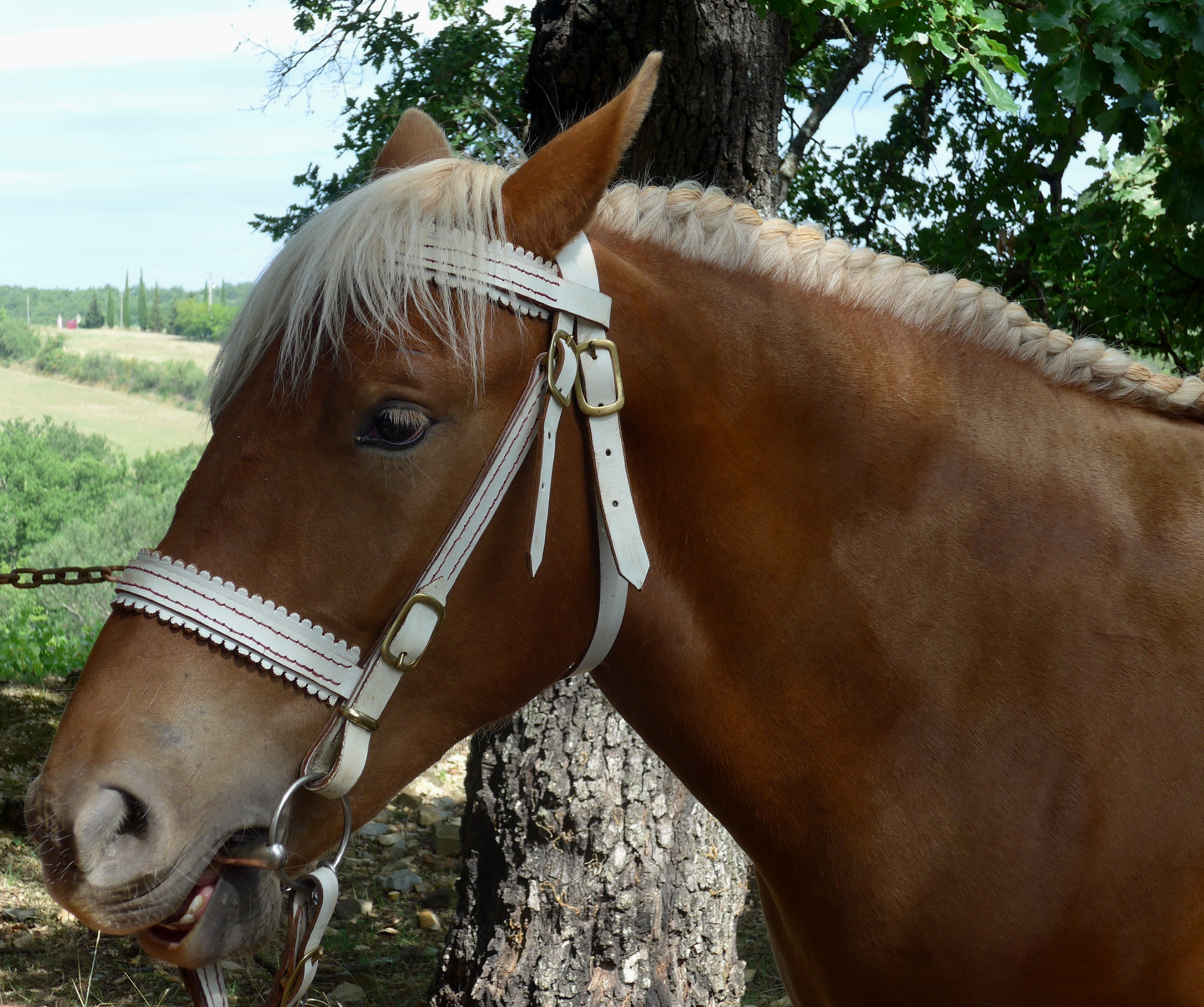
Comtois en exposition à Mirabel, profil gauche, 2017
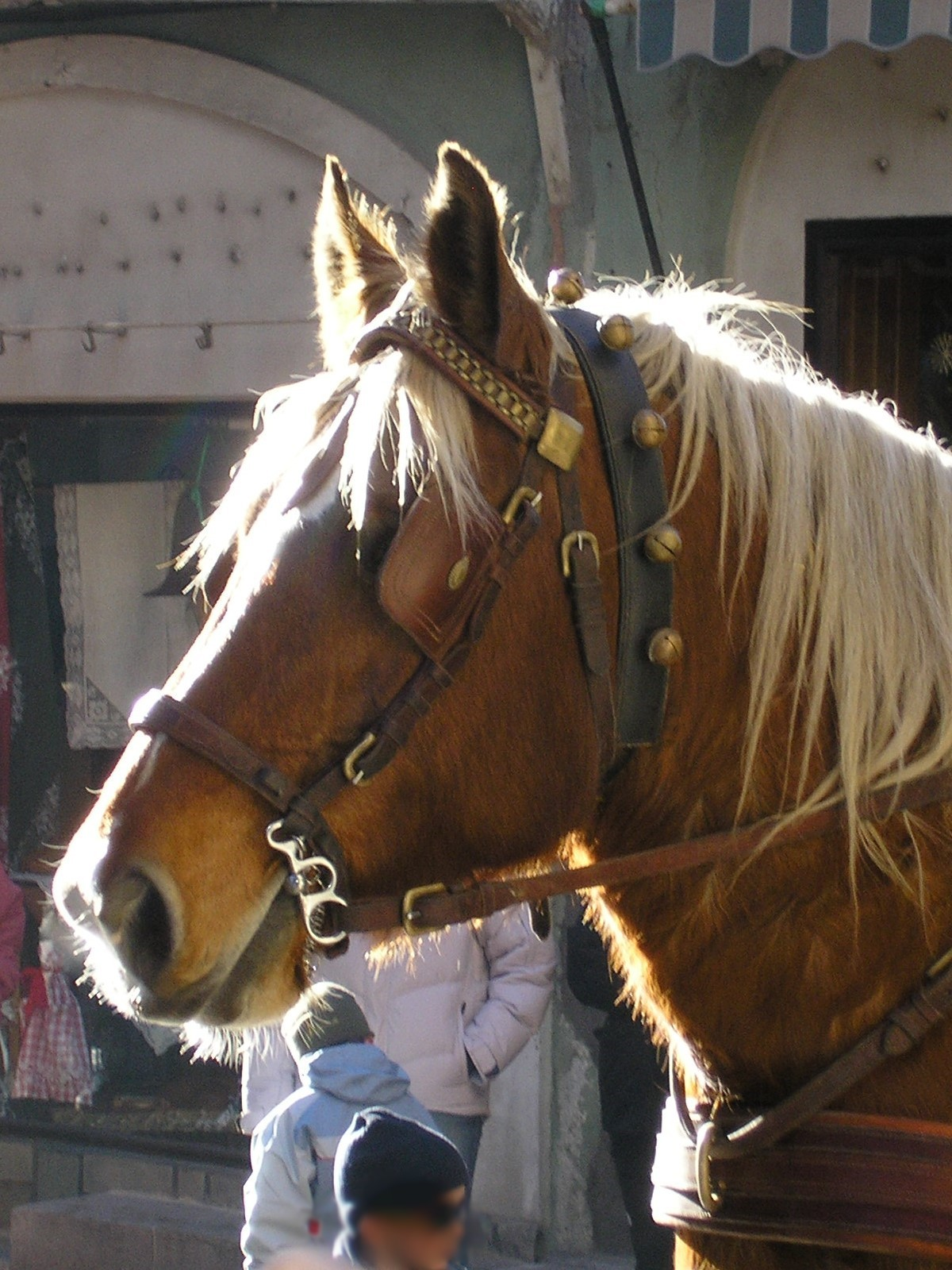
Comtois au travail à Briançon, profil gauche, 2008
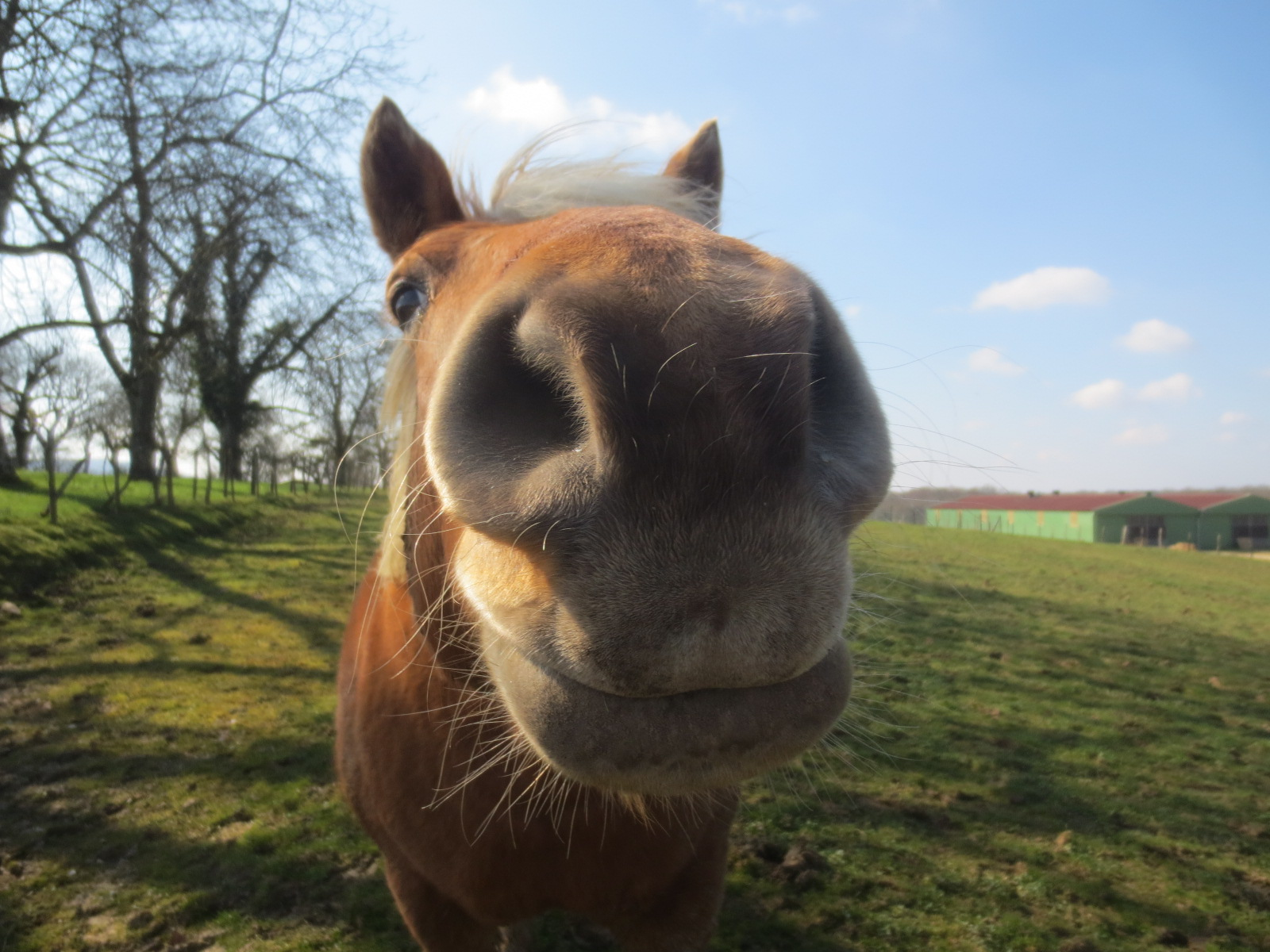
Détail sur les naseaux et les lèvres

Les oreilles sont petites, mobiles et bien plantées,,.

#### Avant-main
L'avant-main dégage une impression de puissance,. L'encolure est droite et musclée,, mais elle se révèle généralement courte ; elle est surmontée d'une crinière abondante,. D'après le standard de race, elle est recherchée « suffisamment longue ».
L'épaule du Comtois est massive et large, elle est recherchée longue et oblique,. Il arrive aussi qu'elle soit courte, et quasiment droite. Le garrot est bien sorti,, ou modérément relevé, large et musclé. Il est bien attaché à l'encolure.

Avant-main du Comtois
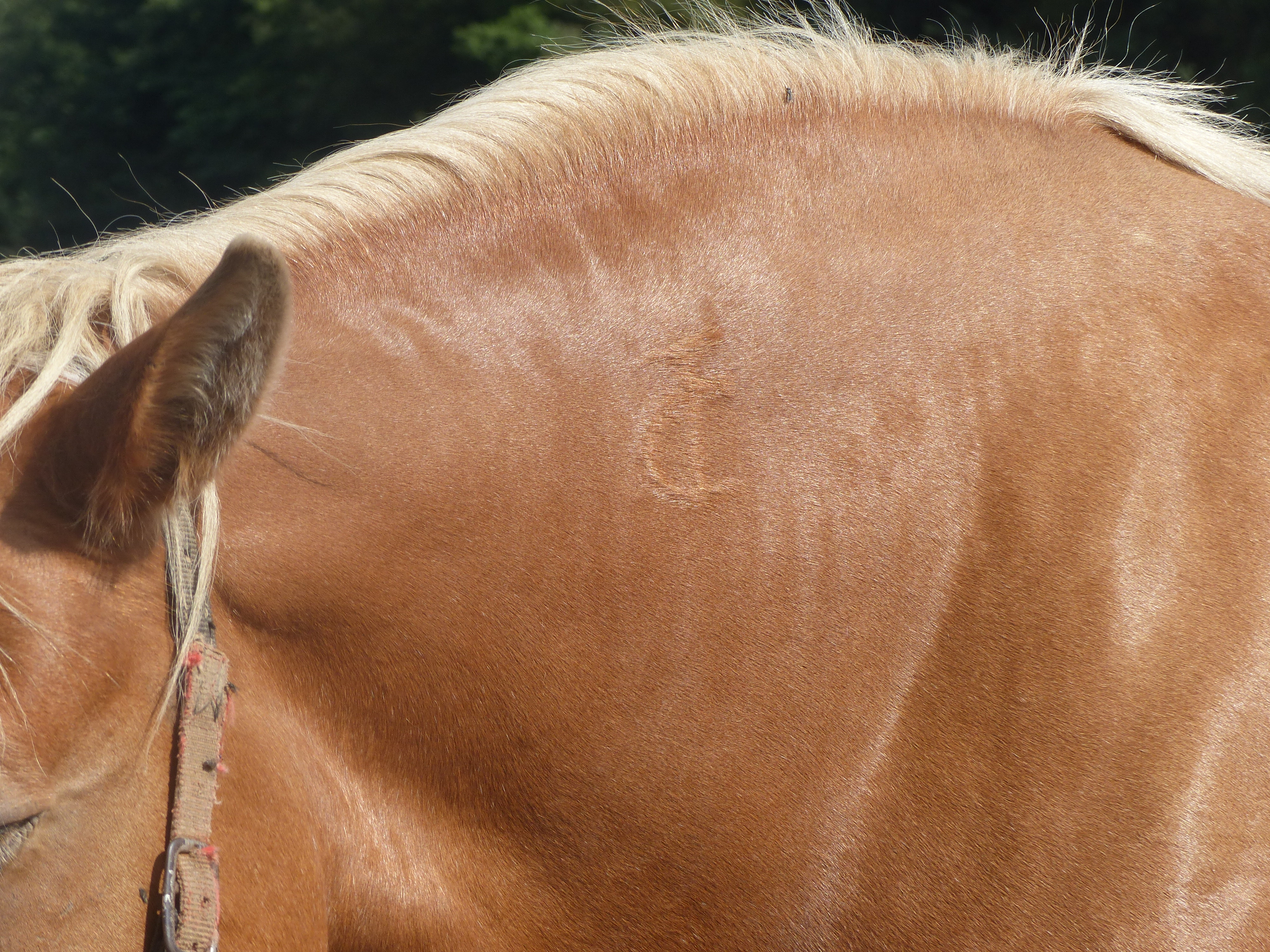
Détail sur l'encolure avec le marquage au fer du Comtois, les lettres T et C entrelacées.
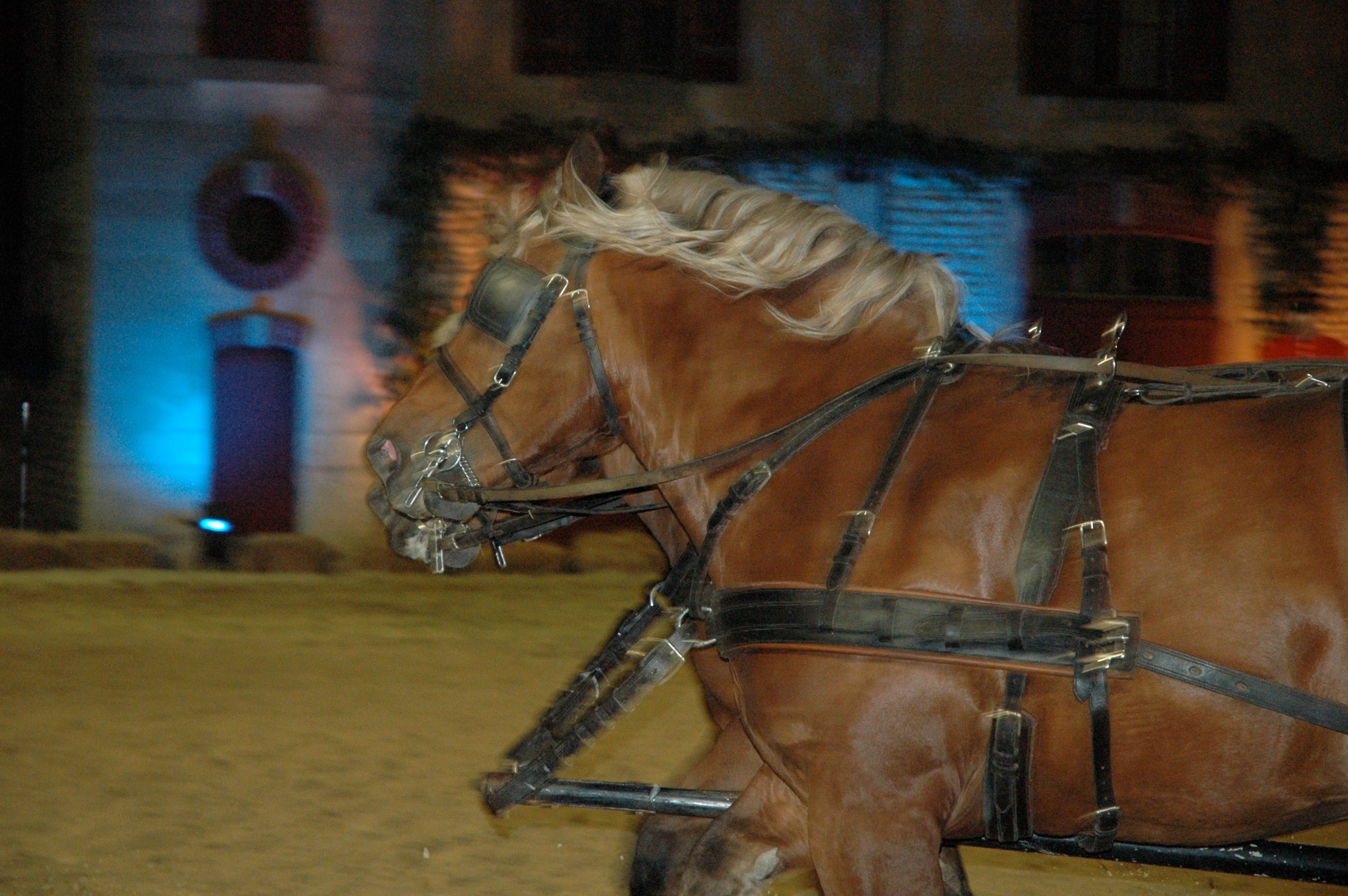
Avant-main d'un Comtois attelé au trot
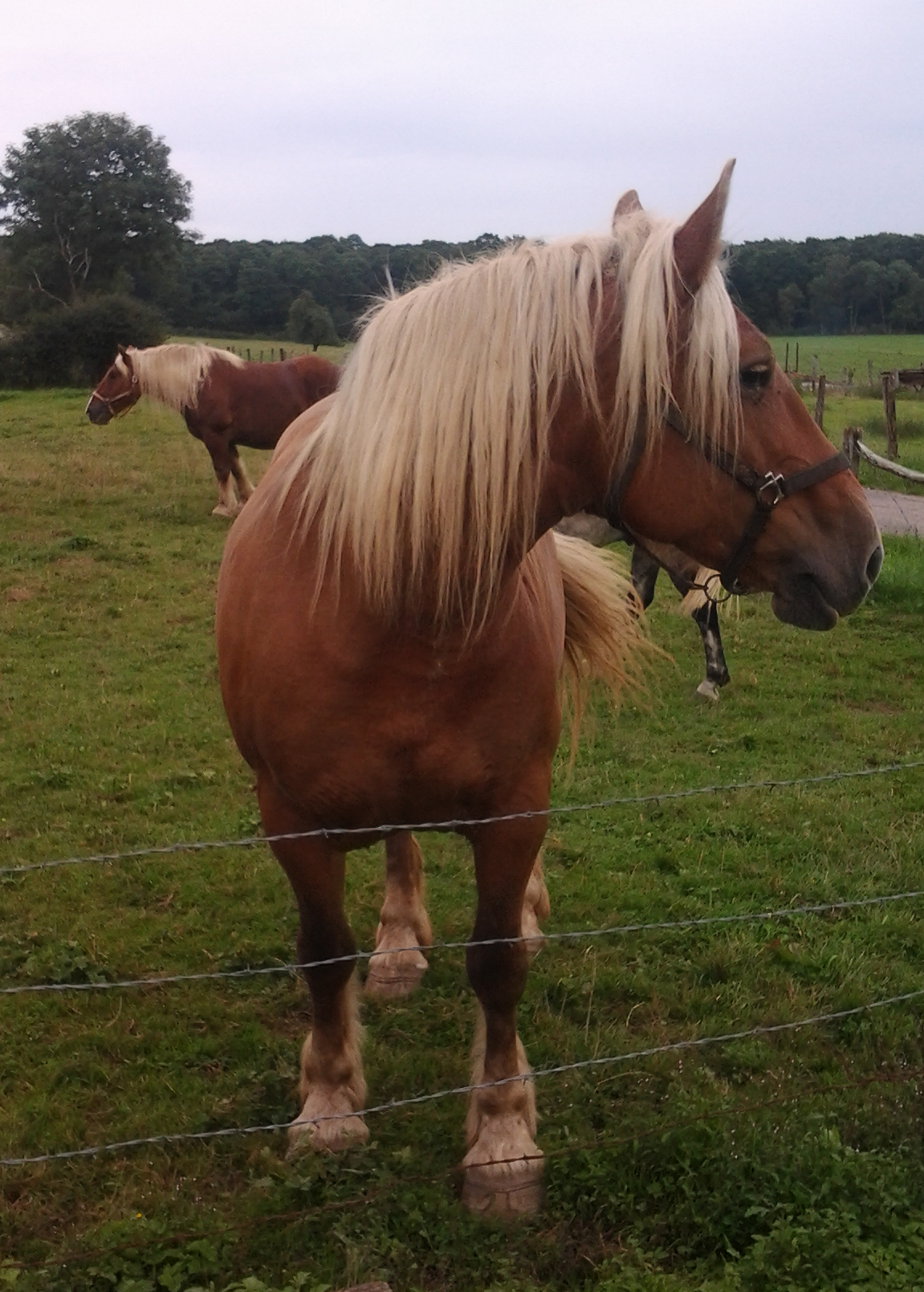
Vue de face, montrant la largeur du poitrail
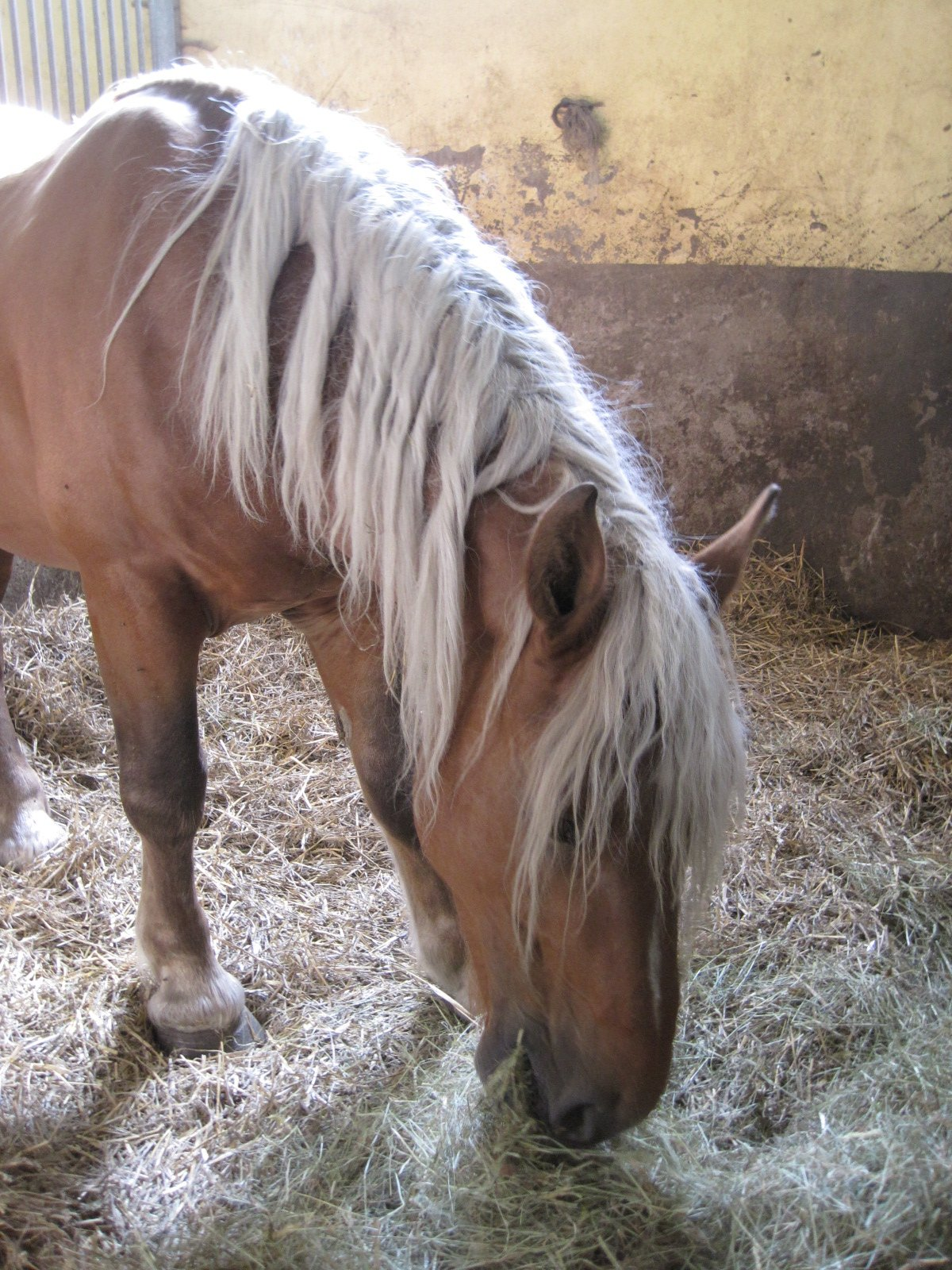
Vue de l'avant-main de trois quarts, encolure basse
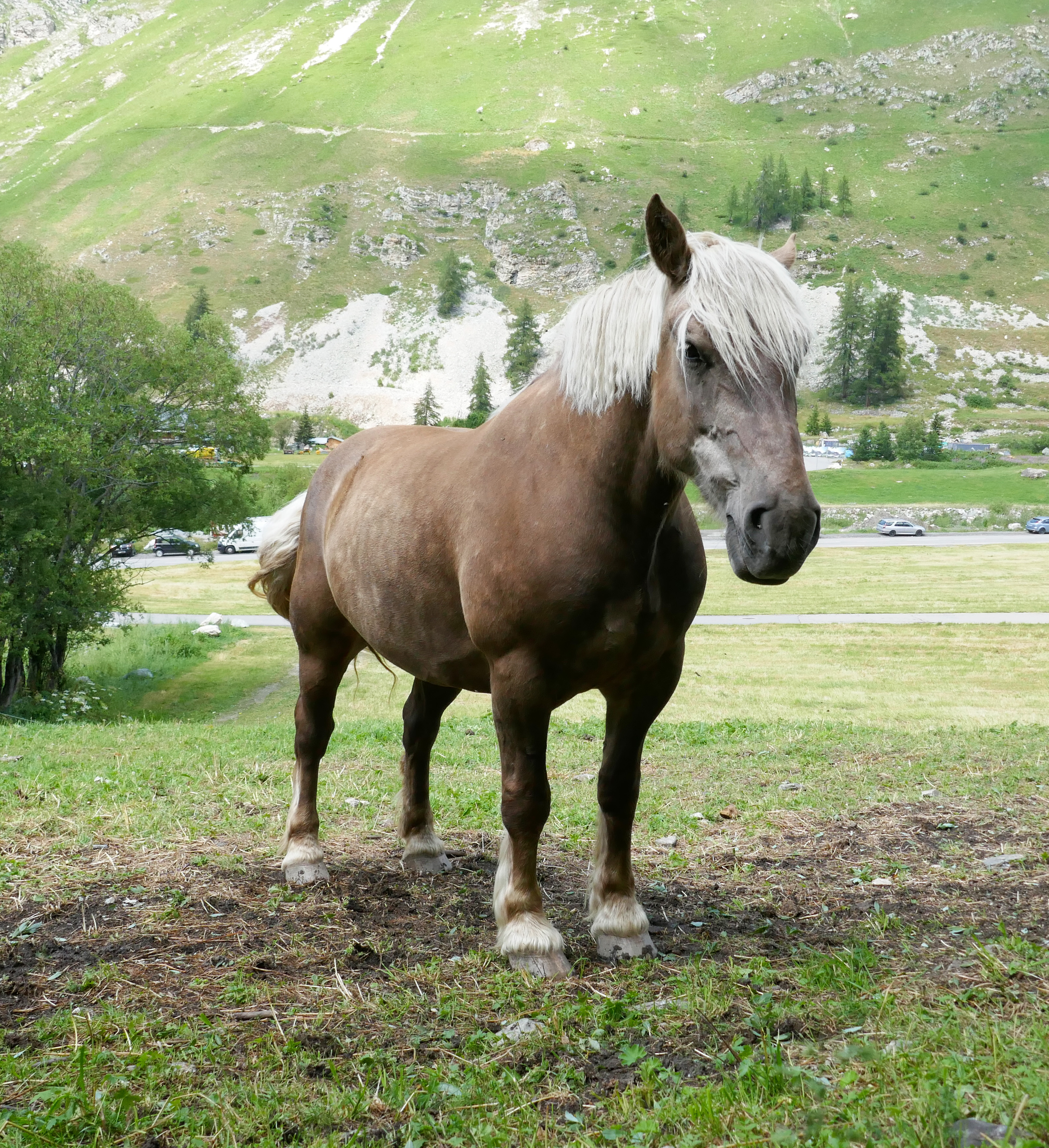
Vue de l'avant-main de trois quarts, encolure relevée

La poitrine est large, ample et profonde,,.

#### Corps et arrière-main
Les tissus sont denses. Le passage de sangle est profond,. Les côtes sont arrondies, mais sans excès. D'après le standard de la race et Haller, le dos est plutôt court et ne doit pas être ensellé, mais d'après Caroline Silver, il arrive que le dos soit long. La ligne du dessus est droite, et recherchée bien soutenue.

Arrière-main du Comtois
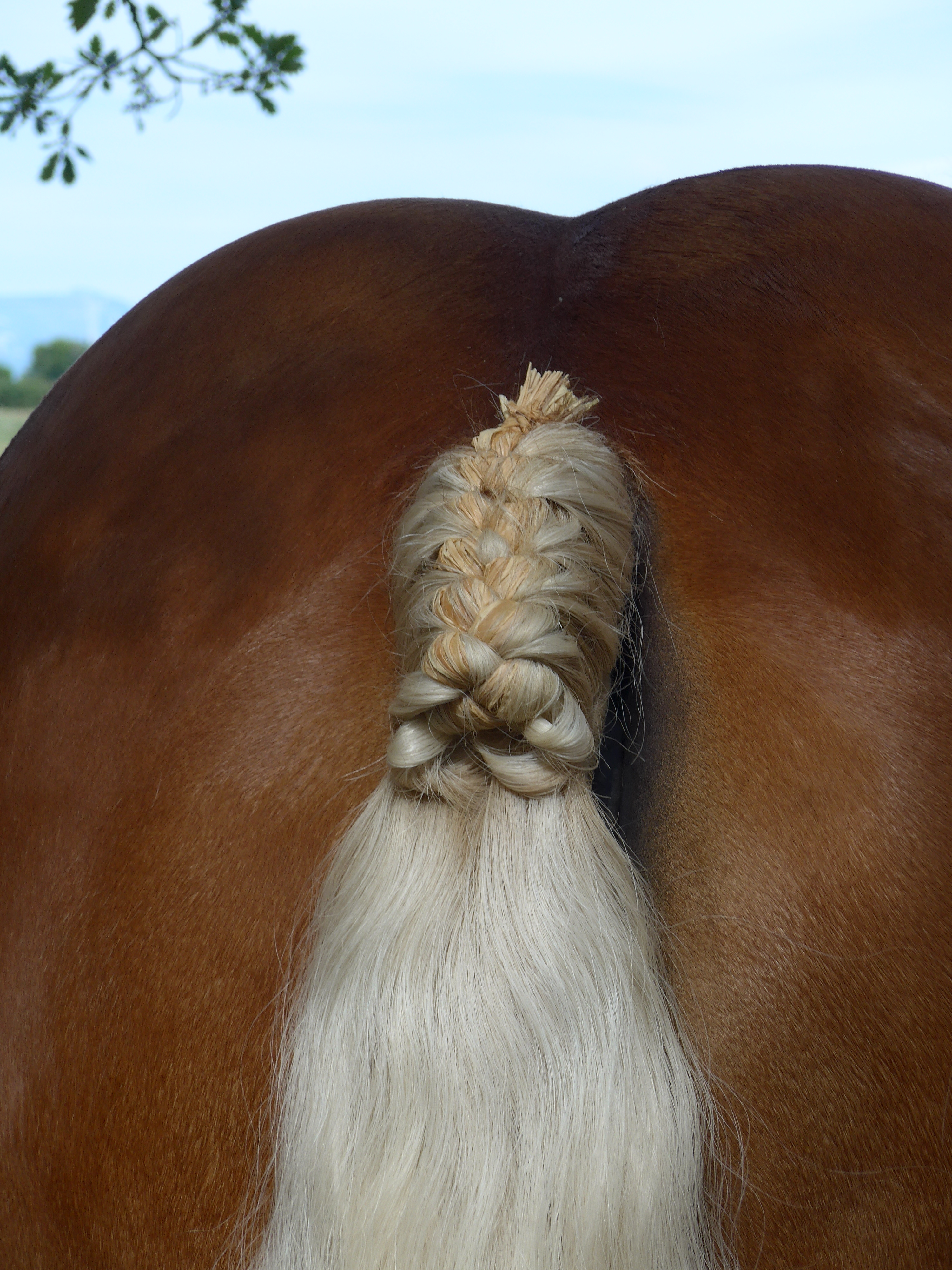
Détail sur la croupe et l'implantation de la queue, vus de face
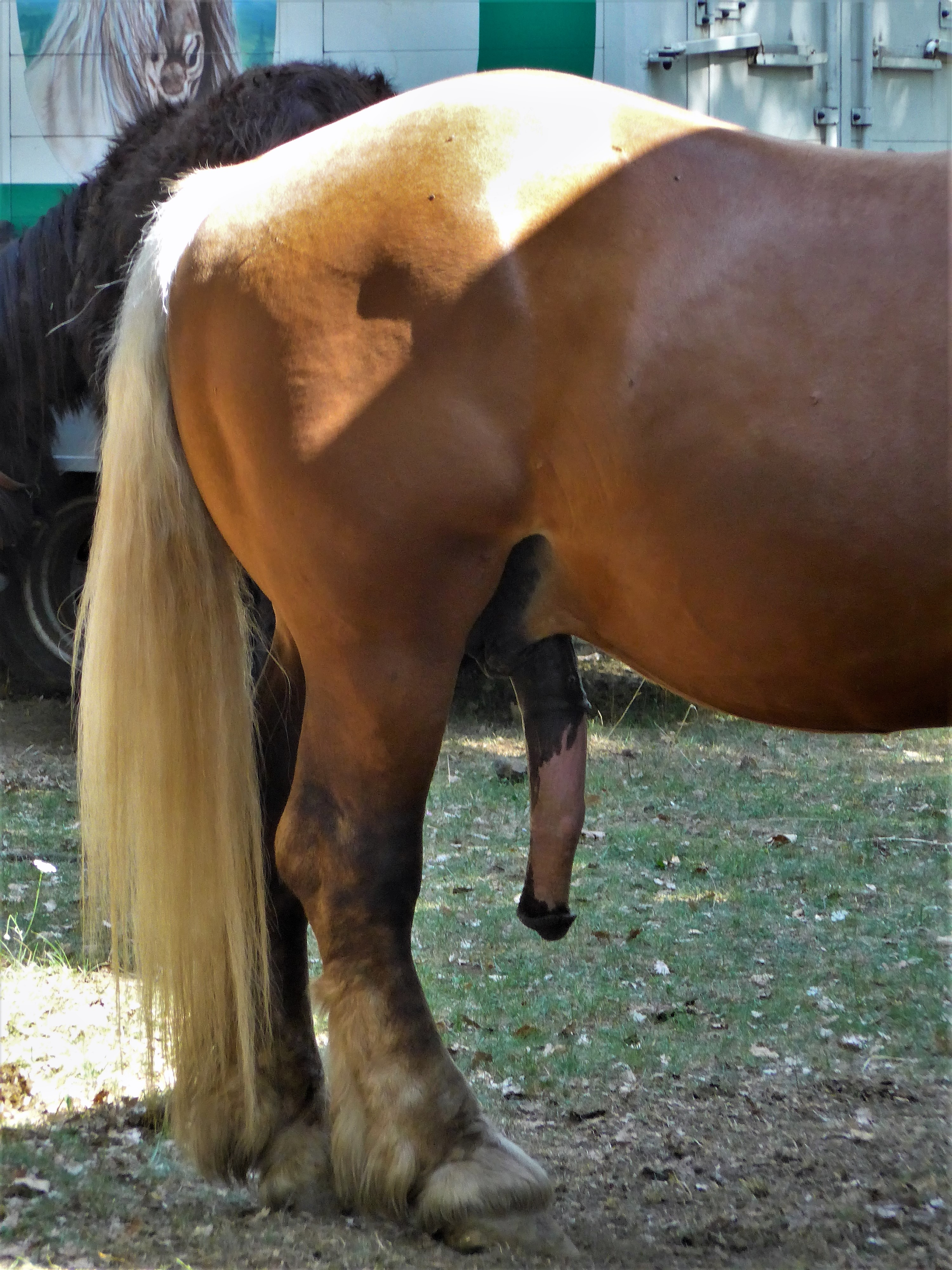
Arrière-main et pénis d'un mâle, vus de profil
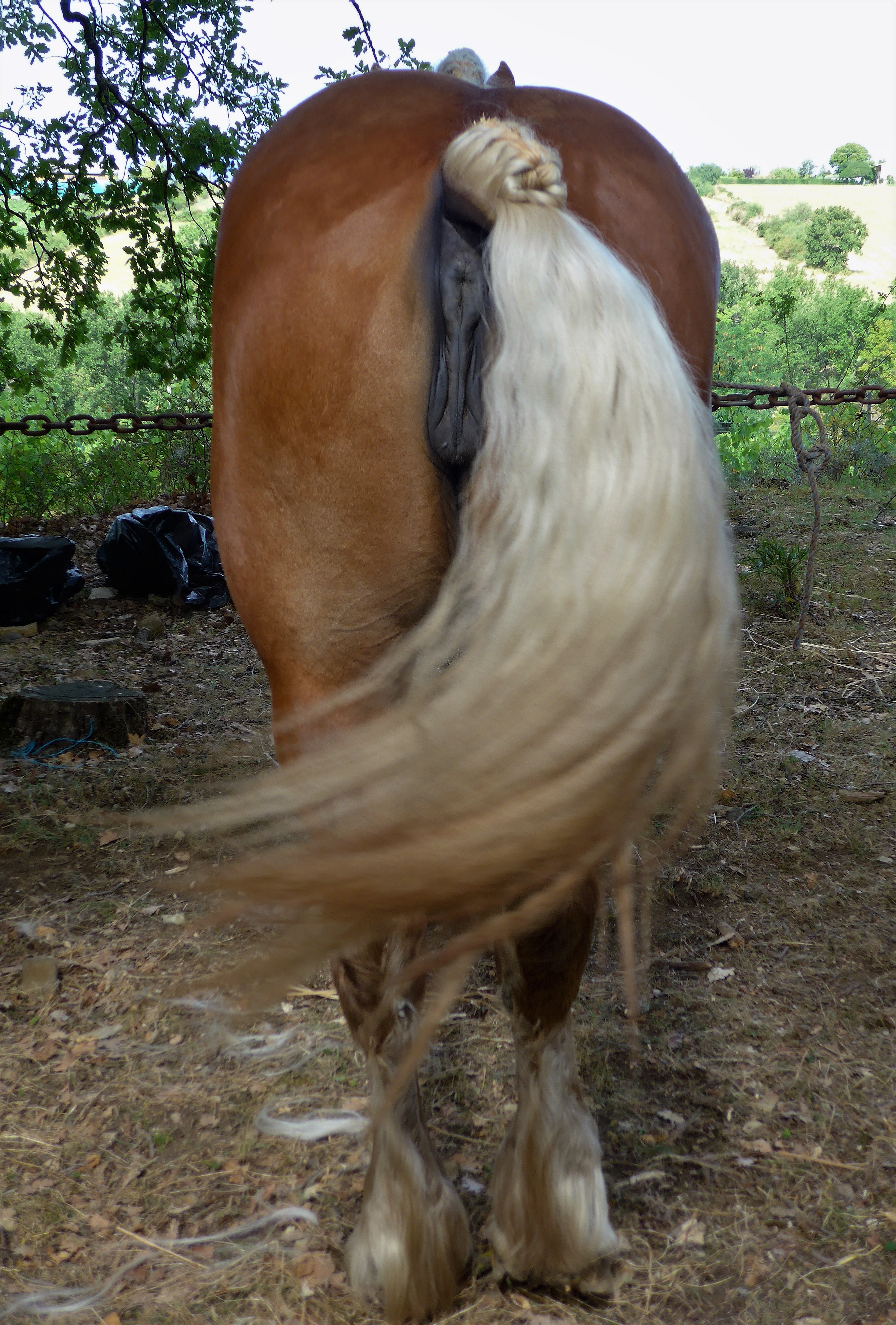
Arrière-main et vulve d'une jument

L'arrière-main est forte et puissante. Les reins sont courts et solides, bien attachés au dos. La croupe est large et ample. Elle est recherchée double (en dorme de pomme), et ne doit pas avoir de forme avalée, mais il arrive que ce soit le cas, et qu'elle soit courte chez certains chevaux. Elle est souvent oblique,. La queue est attachée bas,, épaisse et bien fournie en crins,,. Ces crins sont souvent ondulés.

#### Membres
La cuisse est très développée et bien descendue. Les articulations sont fortes. Les membres sont secs et paraissent parfois légers au regard de la corpulence de ce cheval, mais ils sont bien trempés et donc bien bâtis,. D'après Kholová, ils ont parfois le défaut d'être trop ouverts.
Les membres sont assez courts. Les jarrets peuvent avoir une forme de faux (jarrets clos),. Les tendons sont bien détachés.
Le Comtois présente des fanons au bas de ses membres, mais relativement légers et peu fournis pour un cheval de trait,,. Ses pieds sont de taille moyenne à petits, et solides. Ils sont généralement bien conformés.

### Aplombs et allures
Les aplombs sont généralement bons. L'action du Comtois est d'une rare qualité pour une race de trait,, combinant à la fois énergie et rapidité. Ses allures sont recherchées « souples et aériennes ».

### Robe
La robe du Comtois est franche (sans taches). Historiquement, il portait surtout la robe baie avec des crins noirs, et beaucoup plus rarement la robe alezane. Sa robe est désormais caractérisée par une crinière et une queue de couleur jaune-argentée claire, ainsi que des fanons clairs qui remontent au niveau des tendons. La robe de ces chevaux est dite « alezan crins lavés » ou « alezan comtois ». Cependant, cette couleur est le plus souvent due à l'action du gène Silver (Z) sur une robe de base baie,,. Ce gène a été introduit chez le Comtois par un unique étalon nommé Questeur, qui s'est imposé comme étalon reproducteur au point de changer le standard de la race en 1943,. Le gène Silver étant dominant, une immense majorité de chevaux Comtois arborent désormais cette robe, même si le bai sans gène Silver reste possible,. L'origine exacte de la mutation Silver chez le Comtois reste scientifiquement inconnue. D'après Marcel Mavré, les éleveurs ont peut-être tenté d'éliminer la robe baie parce qu'elle leur rappelle les croisements effectués avec l'Ardennais, et afin de fixer (avec la mutation Silver) une caractéristique originale presque unique chez les races de chevaux de trait.

Robes du Comtois
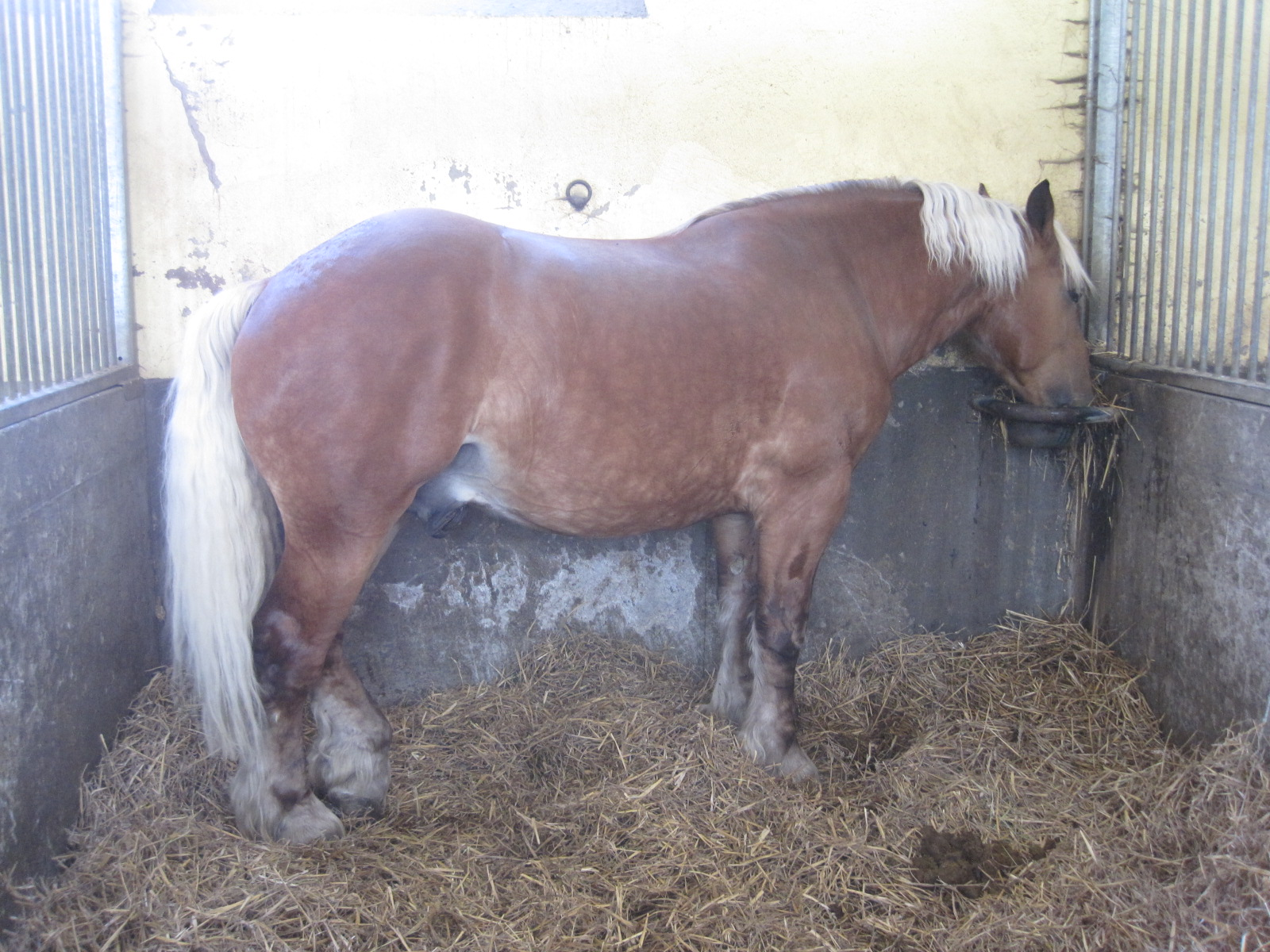
Bai silver (milieu des membres noir, liseré noir sur les oreilles, crinière et queue claires)
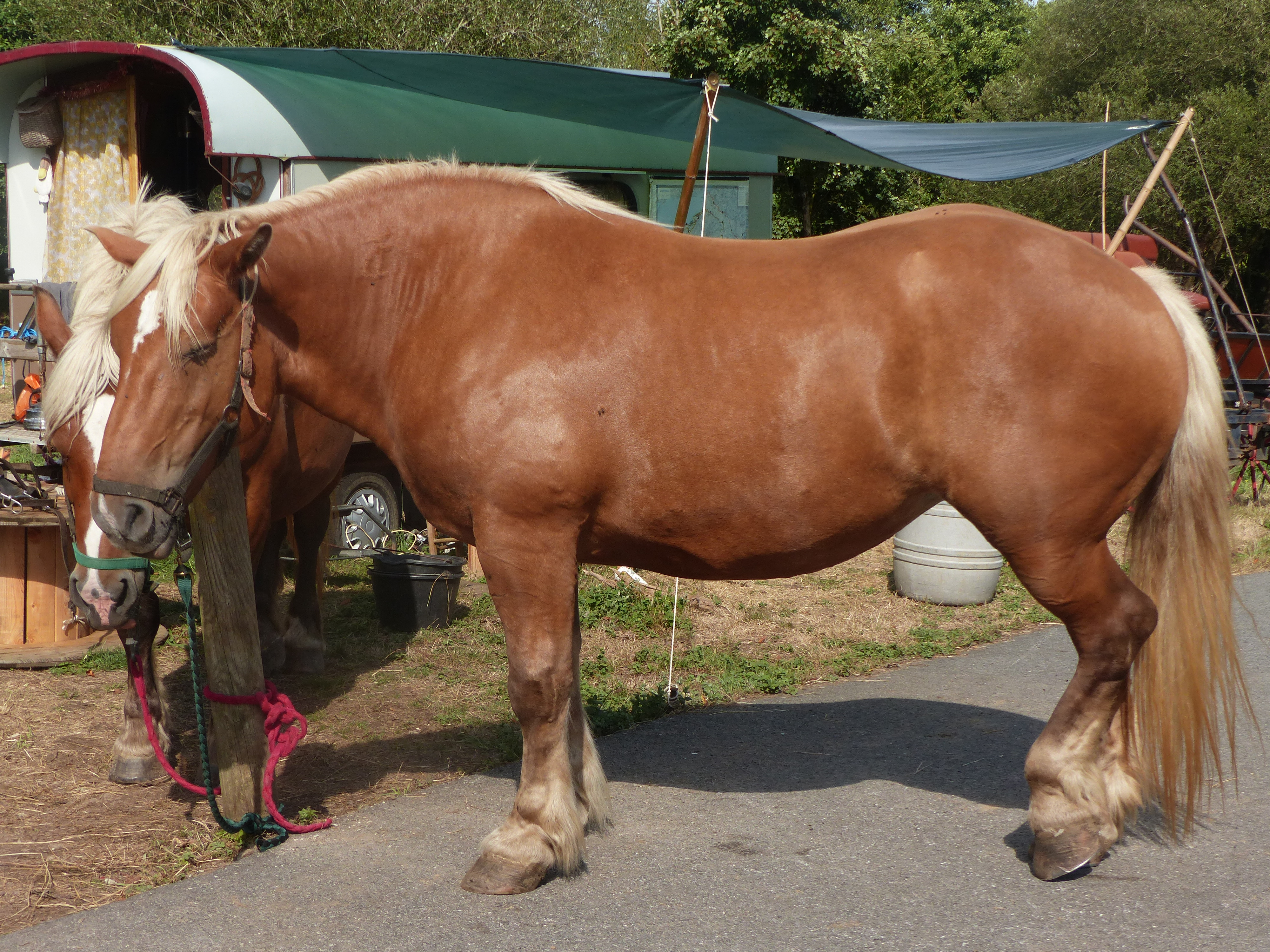
Alezan crins lavés (pas de poils noirs, crinière et queue claires)
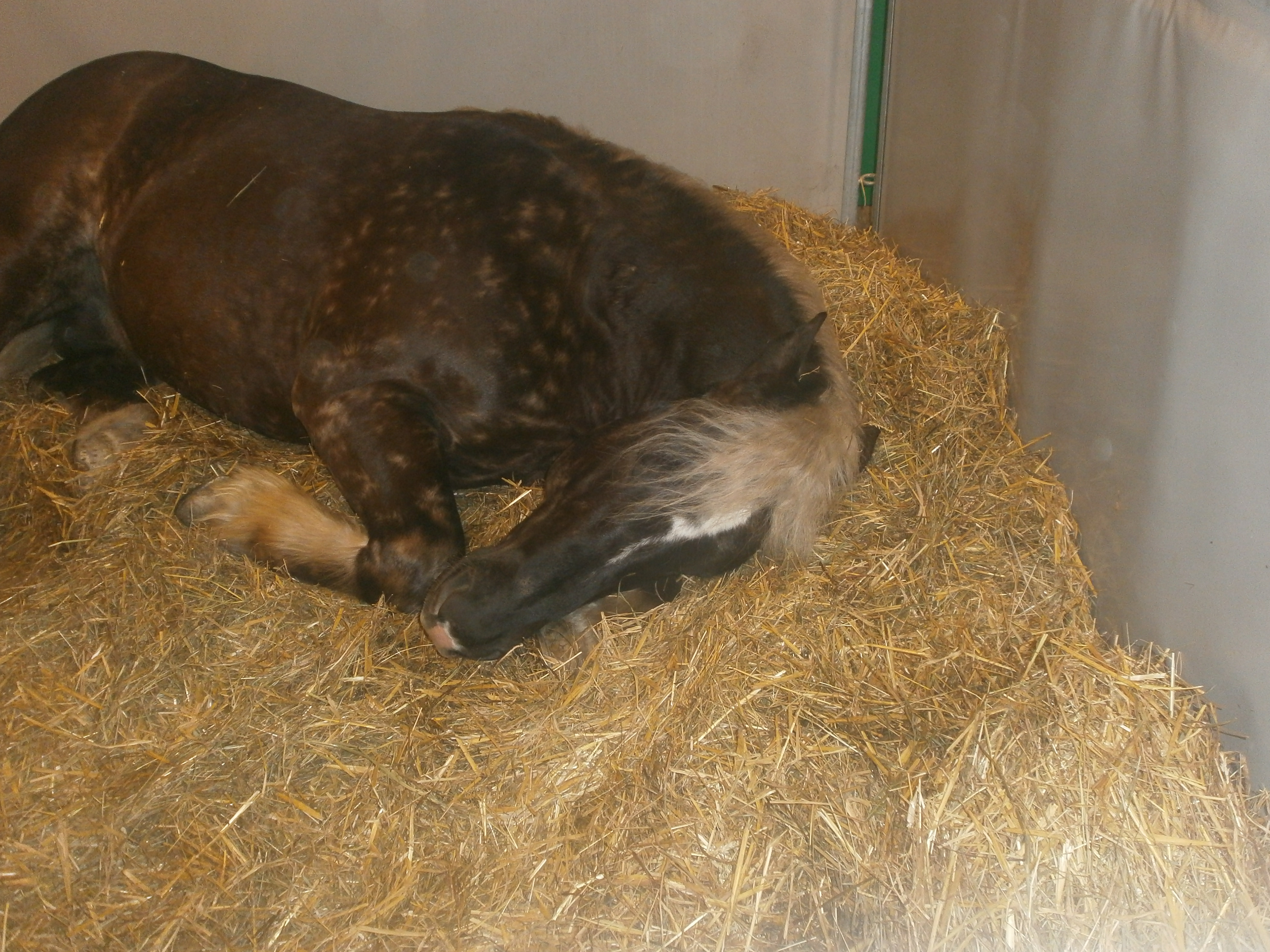
Noir silver (robe foncée, pommelures, crinière et queue claires)
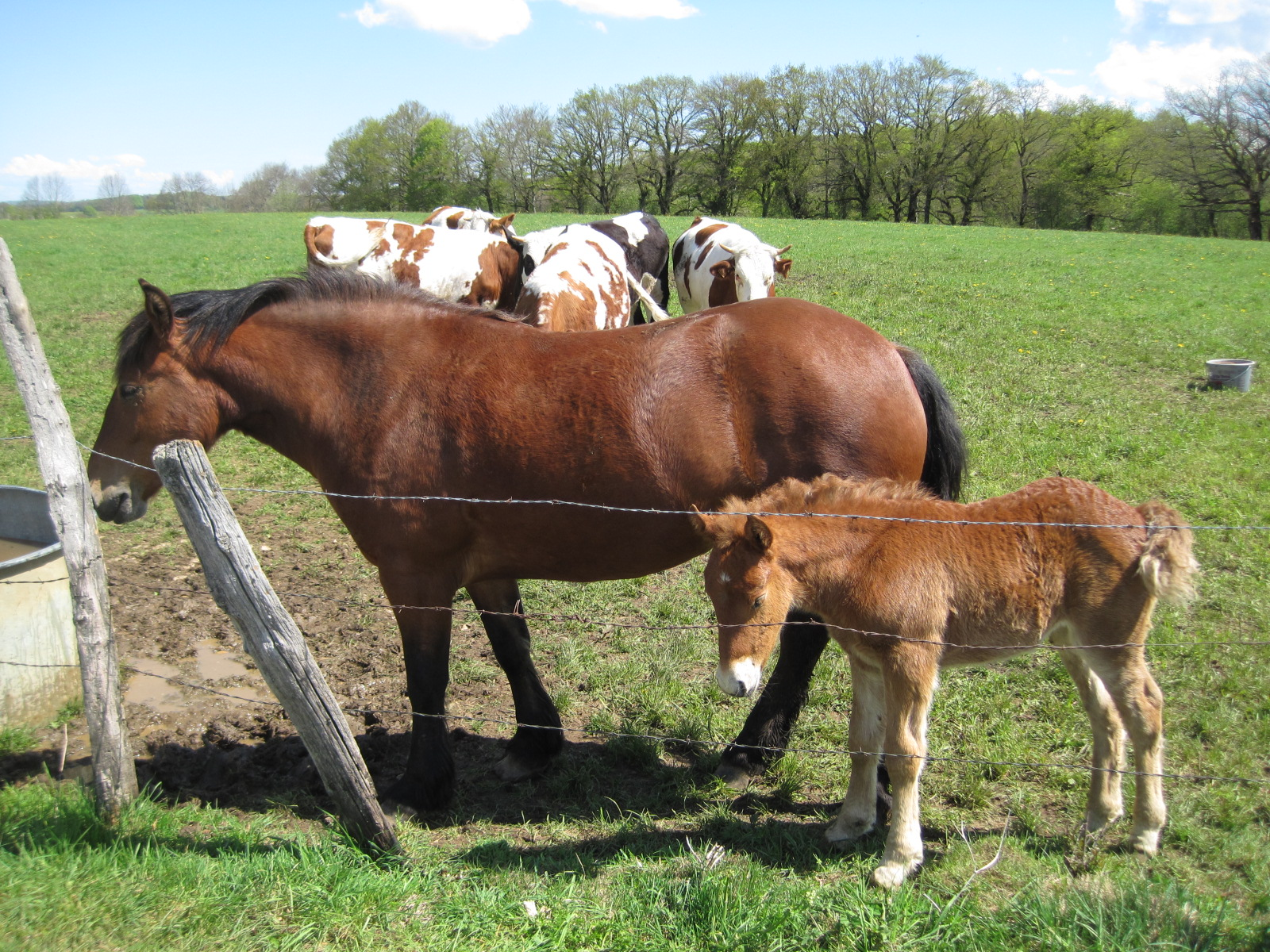
Bai (crinière et queue noires)

L'analyse de 391 chevaux Comtois par V. Caillier en 2001 conclut que 74 % d'entre eux sont bais avec la dilution Silver, 16 % sont des alezans avec la dilution flaxen ; 4% sont alezans sans flaxen ; 3 % sont noirs, le plus souvent avec une dilution Silver ; enfin 3 % sont bais sans décoloration Silver,. Les analyses génétiques menées par l'association de race entre 2018 et 2022 montrent que tous les Comtois qui ne sont pas bais portent au moins un allèle de la mutation Silver. Les chevaux homozygotes Silver ont généralement une couleur de robe plus claire que les hétérozygotes. La décoloration pangarée est possible chez la race, mais rare et déconseillée.
Les marques blanches doivent être limitées. Les listes plus larges que la moitié du chanfrein et les balzanes qui dépassent la mi-canon sont interdites, tout comme les robes aux crins roux ou mélangées de blanc.

### Tempérament et entretien
Endurant, résistant et rustique,, le cheval Comtois est habitué aux conditions climatiques rigoureuses de sa région d'origine. Il n'exige que peu d'entretien et s'adapte à une grande variété de climats, ce qui le rend apprécié à l'exploitation des pâturages de montagne en plein air intégral. De plus, il est doux, docile et gentil, résultat d'une longue sélection aux travaux de traction. Cela permet à ses éleveurs de pratiquer la monte en liberté, laissant l'étalon avec des juments sans intervention humaine, et sans risquer d'accident,,. Il est réputé actif et de bonne volonté.
Son pied est très sûr en terrain accidenté,,. Enfin, ce cheval est réputé pour avoir une bonne santé et vivre vieux,.

### Sélection

Logo de l'Association nationale du cheval de trait comtois.

L’Association nationale du cheval de trait comtois (ANCT) s'occupe de la sélection et de la surveillance de la race,, ce qui inclut l’organisation de concours et d'expositions, la tenue du registre généalogique, la formation de juges pour l’appréciation de la race et du type, les renseignements, la vente, le programme d’élevage, la promotion de la race et la formation des éleveurs. Traditionnellement, l'assemblée générale annuelle donne lieu à la dégustation d'un « bourguignon de poulain de trait » pendant le repas des éleveurs, lesquels se retrouvent ensuite au haras national de Besançon.
Pour être admis à la reproduction, le cheval Comtois doit répondre à un standard morphologique et se faire apposer une marque sur le plat gauche de l'encolure au fer rouge, représentant les lettres T et C entrelacées, pour Trait Comtois, après passage devant une commission,. L'apposition de la marque n'est possible que si les quatre grands-parents du cheval la portent également, et si l'animal répond aux objectifs de sélection. Les objectifs de sélection moderne incluent celle d'un cheval de loisir, plus léger que les modèles bouchers, cependant sans arriver jusqu'au modèle du cheval de selle. L’insémination artificielle et le transfert d'embryons sont autorisés pour la reproduction chez la race, mais pas le clonage.
D'après la caractérisation des éleveurs de Comtois effectuée en 2015 par Cécile Blanchard, le profil-type est celui d'un homme de plus de 40 ans, et qui dans la moitié des cas a un emploi hors du secteur agricole, dans l'autre moitié des cas un emploi agricole, typiquement d'élevage de bovins laitiers. Le cheptel moyen par élevage est de 3,5 poulinières, et la race de chevaux élevée est presque toujours uniquement le Comtois. Cet élevage est généralement maintenu par plaisir, avec une faible participation aux concours de race.

### Santé
Le Comtois est touché par trois maladies d'origine génétique, qui peuvent toutes se révéler graves, auxquelles il faut ajouter des cas de lymphœdème chronique progressif,. Les gènes responsables de la myopathie à stockage de polysaccharides de type 1 sont très présents chez le Comtois.

#### Épidermolyse bulleuse jonctionnelle létale
Le Comtois est, comme le trait belge et le Breton, parfois victime de l'épidermolyse bulleuse jonctionnelle létale ou « maladie des pieds rouges du poulain », une maladie génétique des chevaux de trait provoquant la naissance de poulains sans peau au bas des membres et sans sabots, qui meurent peu de temps après la naissance. Un test de dépistage génétique est mis à disposition en France en 2004 afin d'écarter de la reproduction les étalons porteurs. Le plan d'éradication de cette maladie, mené de 2004 à 2013, s'est révélé efficace, au point que l'obligation de tester les étalons est supprimée en 2016.

#### Anomalies congénitales oculaires multiples
Le gène Silver, associé à la robe du Comtois, provoque aussi des anomalies oculaires congénitales multiples, en raison d'une mutation sur le locus Silver,. Les sujets hétérozygotes sont moins sévèrement touchés que les homozygotes Silver, qui peuvent être compromis dans leur capacité à voir,. La maladie se manifeste par une hypoplasie iridienne (dans 100 % des cas), des kystes dans la partie nasale de l'œil, de la cataracte, une cornea globosa, et une luxation du cristallin. Une série de tests génétiques réalisés aléatoirement sur des poulains Comtois entre 2020 et 2021 montre qu'environ la moitié d'entre eux sont homozygotes Silver. Les problèmes oculaires sont « surreprésentés » chez la race du Comtois. Leur transmission est semi-dominante à pénétrance incomplète chez les hétérozygotes, la pénétration étant complète chez les homozygotes.
Une étude pilote menée auprès d'éleveurs de Comtois montre que la majorité d'entre eux sont au courant de l'existence du gène Silver et des problèmes oculaires chez la race, mais qu'ils sont moins renseignés en ce qui concerne les implications de la présence de ce gène pour la santé de leurs chevaux. L'utilisation d'un reproducteur de robe baie peut limiter ces anomalies oculaires, en empêchant la naissance de poulains homozygotes Silver.

### Consanguinité
La consanguinité a augmenté chez le Comtois au cours du XXe siècle en raison de l'usage important de quelques étalons reproducteurs. Les étalons Beuzet (importé en 1905), Donck, et Jongleur (Ardennais x Comtois), se sont énormément reproduit et ont donné naissance à d'autres étalons. C'est surtout l'influence de Questeur qui engendre de la consanguinité, puisque 35 des 83 étalons reproducteurs répertoriés en 1962 le comptent parmi leurs ancêtres.

## Utilisations

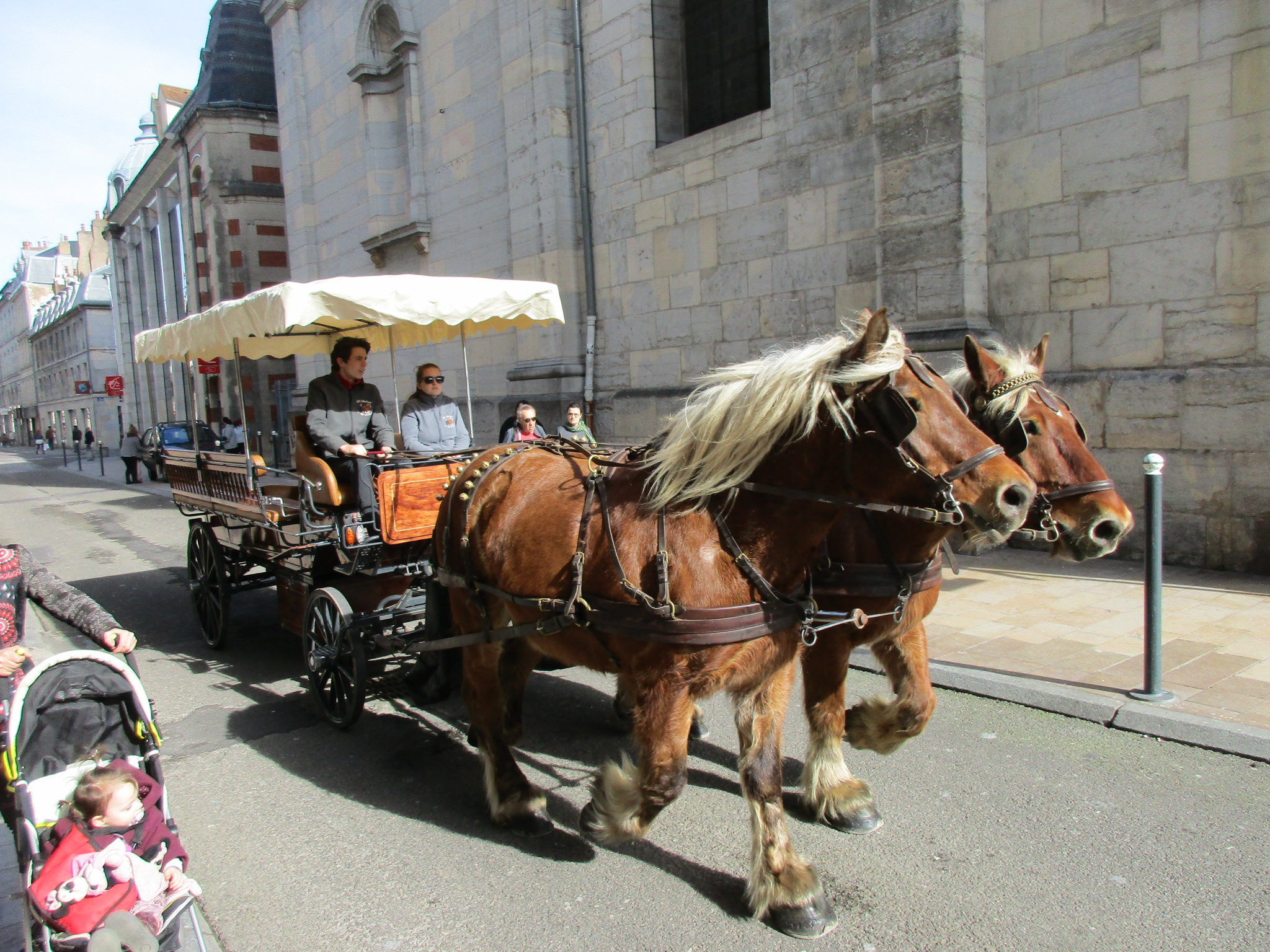
Attelage de Comtois à Besançon.

Le Comtois a des aptitudes historiques à la traction, avant tout autre emploi. Il a servi de cheval carrossier, et bien sûr effectué les travaux des champs,,. Ses aptitudes et sa morphologie lui permettent désormais d'être aussi bien attelé que monté. Il est particulièrement à l'aise sur des terrains forestiers et montagneux.

### Élevage hippophagique
Le Comtois est élevé de façon extensive pour sa viande,, qui représente toujours son premier débouché commercial,. 28 % des éleveurs de Comtois interrogés en 2015 élèvent exclusivement pour la viande, mais 90 % d'entre eux vendent régulièrement des animaux aux abattoirs. La majorité sont abattus poulains, entre 10 et 18 mois.
D'après un rapport de l'Association nationale interprofessionnelle du bétail et des viandes (Interbev) publié le 25 février 2005, « le cheval passe lentement mais sûrement vers l'interdit alimentaire » en France, la majorité des poulains Comtois de boucherie étant exportés vers l'Italie. Cette réticence à manger du cheval est illustrée par des réactions très négatives lors de la dégustation d'un bourguignon de poulain au haras national d'Annecy le 31 janvier 2004,. Cheval Magazine note cette même année que des éleveurs « cyniques » baptisent des poulains de noms « indignes », comme « Boucherie » ou « Bifteck », soulignant ainsi l'existence d'éleveurs qui ne respectent pas leurs animaux.
Si 40 % des éleveurs estiment (en 2015) que le débouché viande seul ne peut assurer l'avenir du Comtois, les éleveurs interrogés pendant le concours de modèle et allures Comtois de Blamont en août 2023 soutiennent la consommation de la viande de leurs chevaux en France. Ces éleveurs s'opposent cette même année à une proposition de loi de Nicolas Dupont-Aignan visant à interdire l'abattage des chevaux et l'hippophagie en France,. La consommation de la viande du Comtois est de nouveau défendue par des éleveurs pendant le concours national Comtois de Maîche en 2023.

#### Label viande de poulain Comtois
Le syndicat d’élevage et l'organisation de producteurs Franche-Comté Élevage lancent en 2002 un label régional « viande de poulain comtois » pour valoriser la viande des poulains Comtois de moins de 22 mois nés et élevés en Franche-Comté, dans les supermarchés de la région. Le cahier des charges impose « une viande avec une couleur et une tendreté constante pour fidéliser les consommateurs ». Des fiches de recettes à base de viande de Comtois sont créées et mises à disposition. Cette initiative est un échec,. En 2003, 73 poulains sont commercialisés sous ce label, contre 58 en 2004, en suivant le cahier des charges.

#### Opérations de dégustations de l'ANCT
Après l'échec du label sur la viande de poulain, l'ANCT acquiert un camion-remorque et lance un concept de sandwicherie à base de viande de cheval, accompagné d'une activité de vente de produits transformés. Des opérations de dégustation de viande sont organisées pendant le festival des Cavales Comtoises, en 2017 et 2018, et à Vache de Salon organisé au Micropolis de Besançon en 2019. En octobre 2021, 171 élèves et 17 chevaux Comtois participent à une formation organisée par l'ANCT à la Maison familiale rurale de Combeaufontaine, avec une présentation de la filière viande le matin suivie d'un déjeuner de bourguignon de poulain Comtois à la cantine, qui a été la toute première dégustation de viande de cheval pour une majorité d'élèves « qui ont franchi le pas à la suite des différentes interventions et explication donnés le matin même par les éleveurs ».
Lors du concours national Comtois de Maîche en 2022, la présence du camion-restaurant proposant ces dégustations de viande de chevaux locale suscite des réactions très contrastée des visiteurs, allant de ceux qui trouvent l'initiative « osée » à ceux qui expriment du dégoût.

### Travail

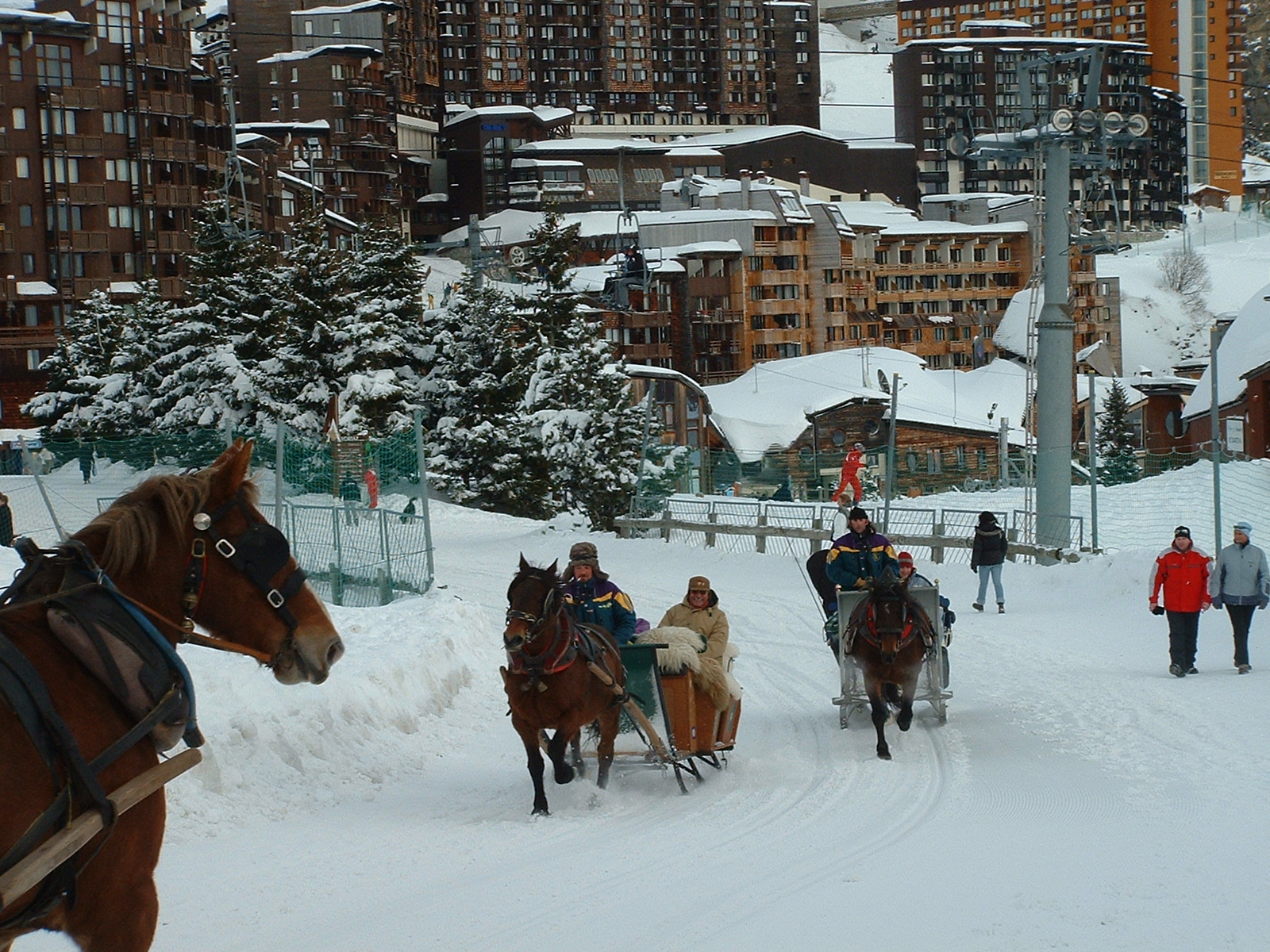
Traction des traîneaux-taxis d'Avoriaz.

D'après l'ethnologue Bernadette Lizet et son équipe, l'usage du Comtois au travail a été essentiellement promu à partir des années 1980 par Jean-Louis Cannelle, membre de la Confédération paysanne et éleveur de Comtois, qui à cette époque où seule l'orientation bouchère était promue par le syndicat de la race, a « pesé de tout son poids pour opérer un retour du modèle vers un cheval d’utilisation ». Il co-créée dans un premier temps l'association Hippotese en 1986, puis organise des stages d’initiation avec ses Comtois et des personnes intéressées deux fois par an, dans sa ferme. Le Centre européen de ressources et de recherche en traction animale (CERRTA), créé en 1998 à Villers-sous-Chalamont dans le Doubs, promeut l'usage du Comtois aux travaux de labour, de débardage et d'attelage,.
Il ne s'agit pas d'usages folkloriques, mais d'initiatives confidentielles qui permettent une sauvegarde de la race.

#### Travaux agricoles

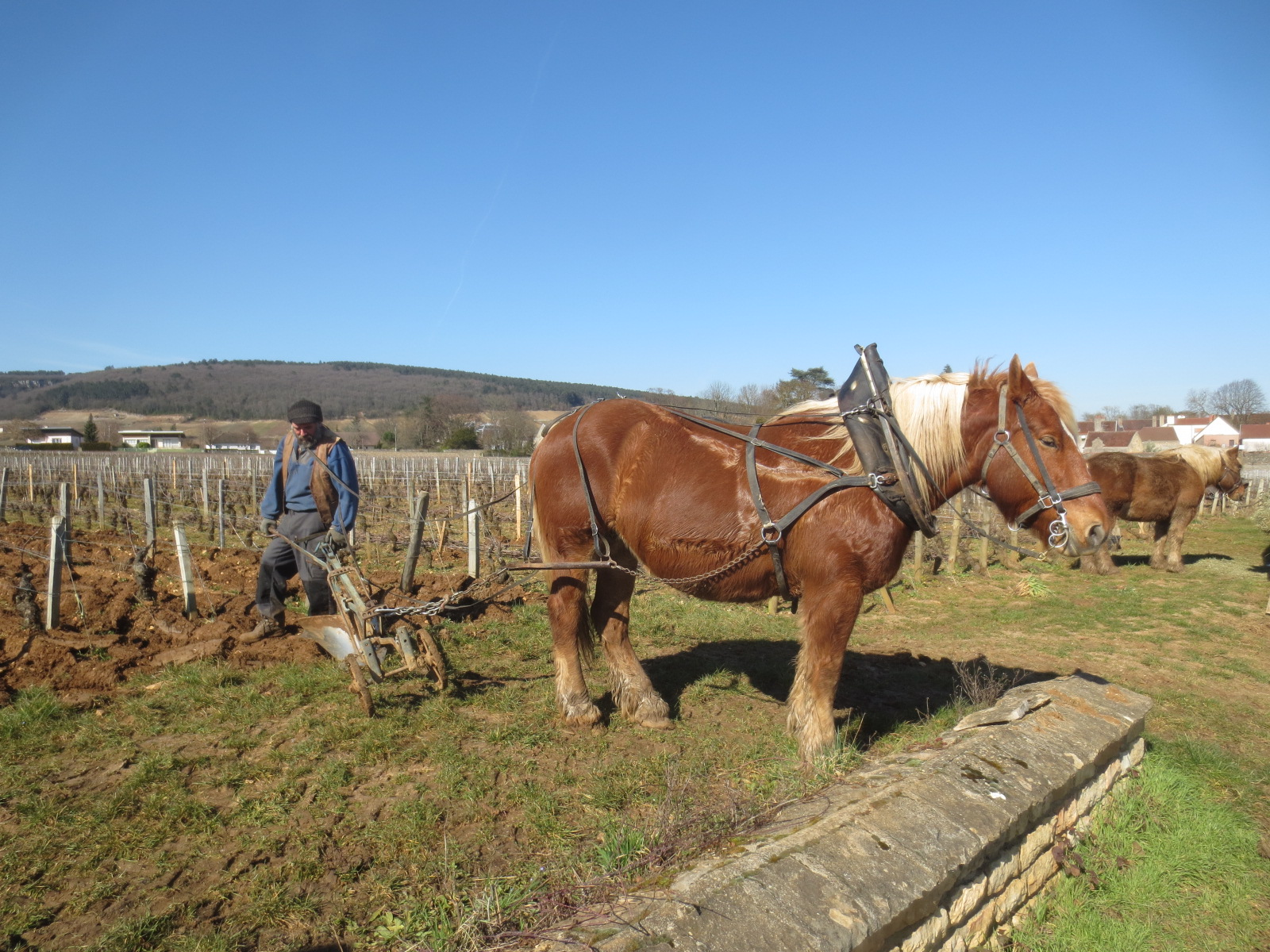
Labour des prestigieux Mazis-chambertin sur la route des Grands Crus du vignoble de Bourgogne.

En agriculture, il arrive de voir des Comtois en maraîchage, attelés à des machines de labour, de hersage ou de fenaison. C'est aussi un cheval utilisé dans l'entretien des vignes, en particulier celles de l'Arbois, et en Corrèze, essentiellement en viticulture biologique. Les Comtois destinés aux travaux des vignes et de débardage sont souvent ceux dont le tempérament est le plus placide possible. Ces chevaux de travail ne doivent pas avoir de gabarit lourd afin d'être maniables et efficaces. Les chevaux Comtois de traction agricole et de labour sont recherchés dans un modèle plus grand et lourd.
Avec son équipe attelée de chevaux Comtois, Fernand Chabaud a remporté le premier concours européen de labour équin, organisé à Strasbourg le 17 septembre 2011.

#### Travaux urbains et municipaux

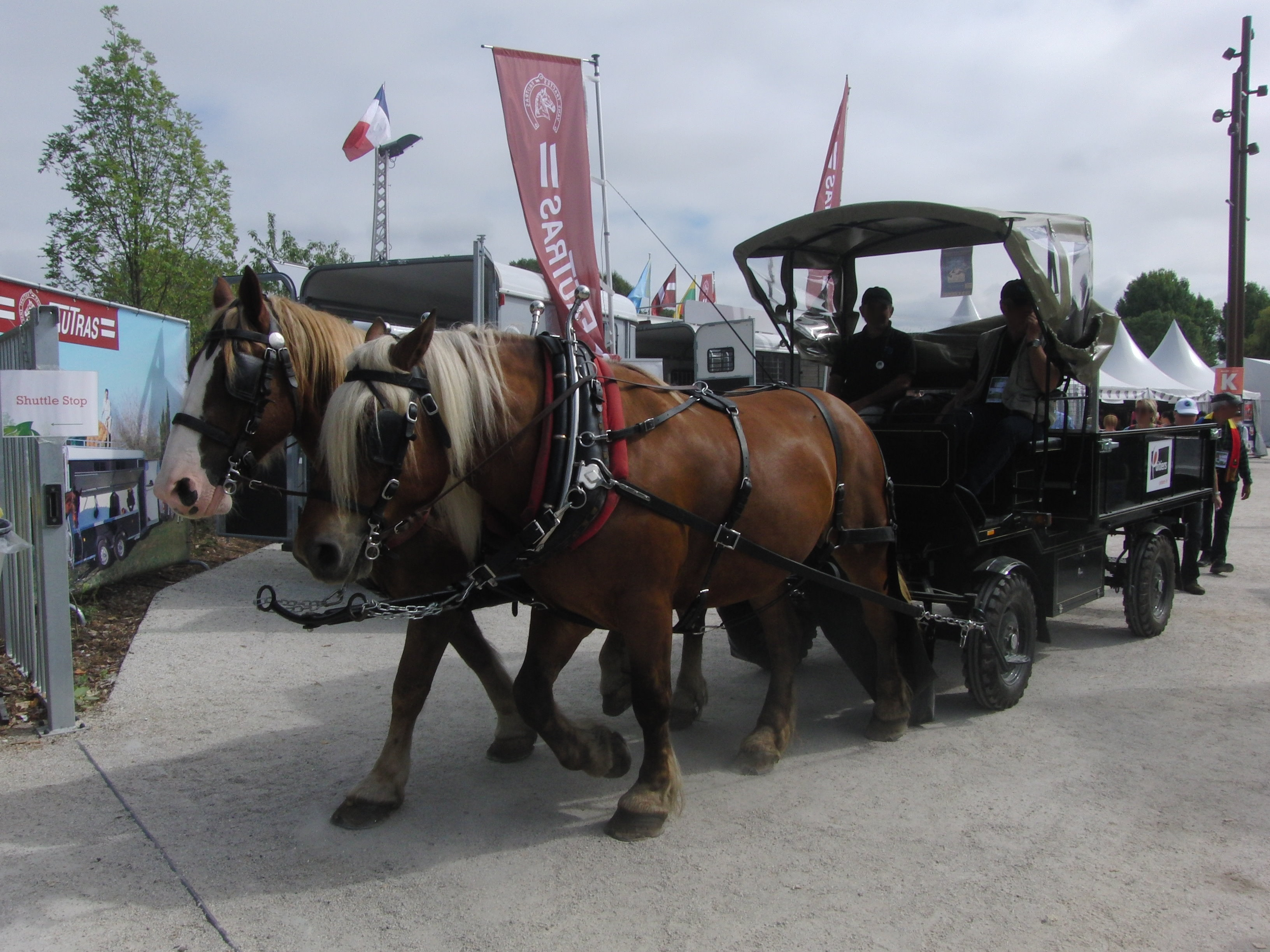
Ramassage de déchets aux Jeux équestres mondiaux de 2014. Le cheval attelé à gauche est un Comtois

En ville, des Comtois sont employés au ramassage des ordures et à divers travaux municipaux, tels que des arrosages et des entretiens d'espaces verts.
Le ramassage des ordures dans le Parc de la Tête-d'Or, à Lyon, est effectué avec des Comtois.
La commune lorraine de Maxéville a lancé un « équitram » attelé de trois Comtois en 2009. Depuis 2011, la pelouse de la gare d'eau de Besançon est entretenue par des outils tractés par des Comtois ; en 2014, leur mission s'étend au Parc Griffon.

#### Débardage

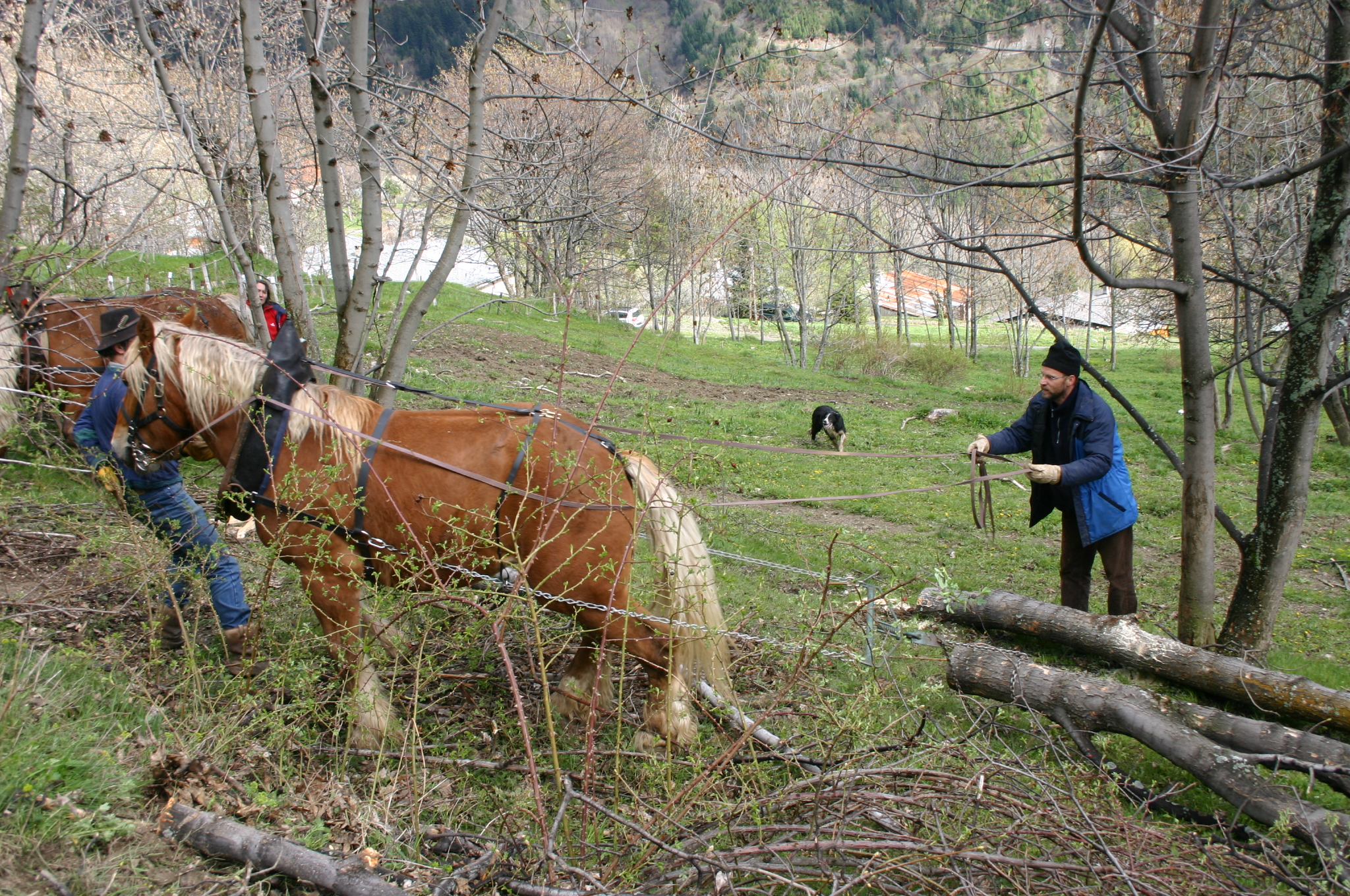
Débardage d'un tronc d'arbre avec un Comtois.

Les documents du XVIe siècle au XVIIIe siècle attestent d'un fort emploi du Comtois au débardage des bois de montagne et au transport des troncs, la race étant toujours réputée pour son aptitude à tracter une tonne de cette façon. Malgré une certaine désaffection pour le débardage équin en France, le Comtois reste employé au débardage des bois et à divers travaux forestiers. Il est l'une des deux races de trait françaises les plus utilisées à ces tâches, avec l'Ardennais.
Ce cheval permet d'extraire les grumes des terrains difficiles ou délicats, et sert avec succès dans des zones périurbaines pour éviter le bruit et l'endommagement des sols par des engins,.
Il travaille dans les forêts de pins du Jura. Trois Comtois ont travaillé sur un chantier de débardage à Montreux-Château, près de la ligne de train Belfort-Mulhouse, en 2019. Au Mans, vers 2003, le débardeur Jean-Baptiste Ricard utilise avec succès ses deux Comtois.

### Attelage

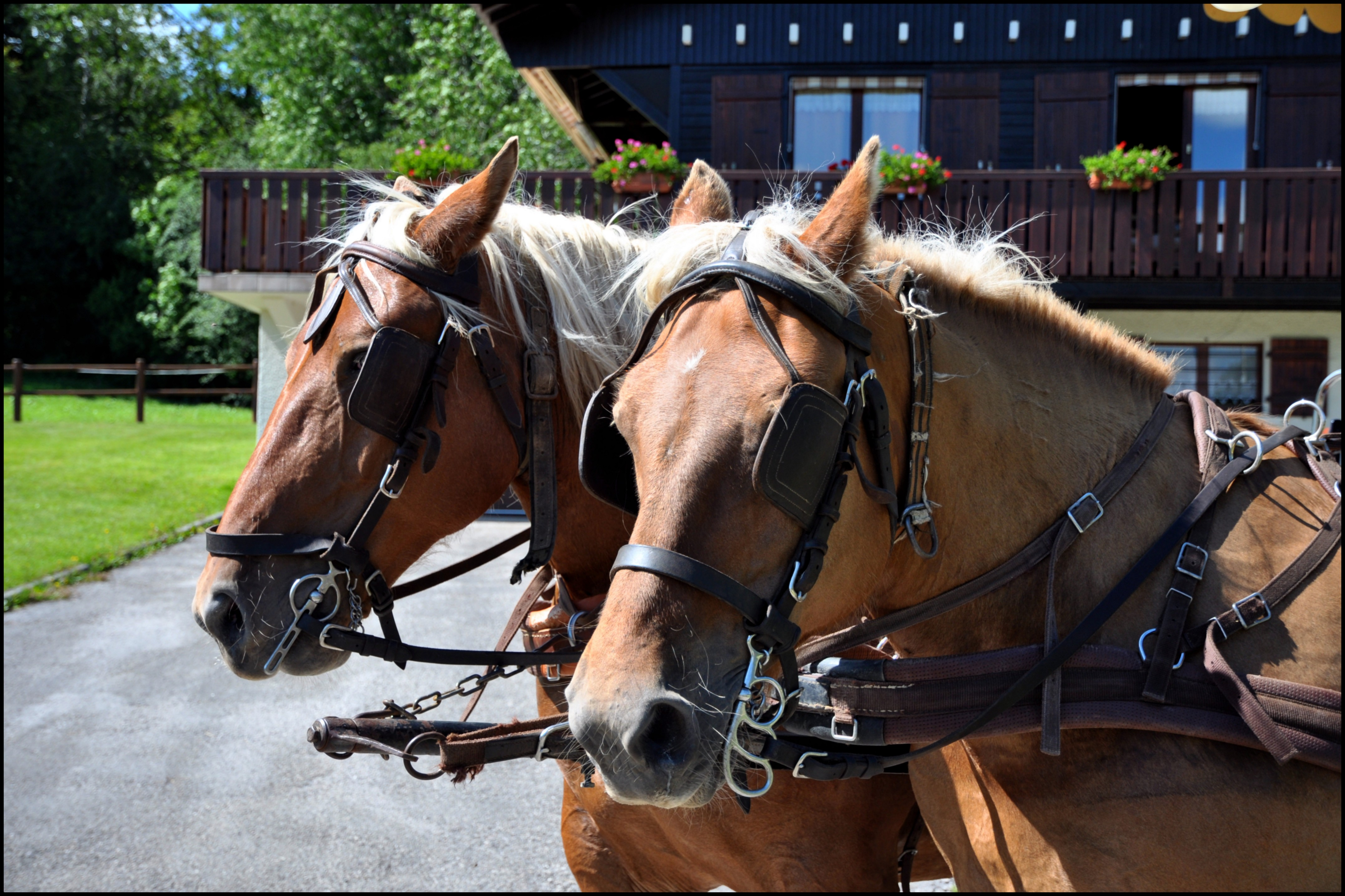
Chevaux d'attelage du Haut-Doubs, arrangement en paire.

Le Comtois est efficace à l'attelage, qu'il s'agisse d'attelage de tradition, d'attelage sportif ou d'attelage de loisir, grâce à sa puissance de traction et à son calme naturel. D'après Nathalie Pilley-Mirande, un bon Comtois d'attelage sportif doit être recherché avec un maximum de tonus et d'énergie.
Les éleveurs interrogés en 2015 sont 20 % à déclarer destiner leurs chevaux principalement à l'attelage, sous toutes ses formes ; ils sont aussi 40 % à atteler leurs propres chevaux, généralement pour leurs loisirs, et 20 % à participer à des concours d'attelage. Parmi ces éleveurs, le principal frein à la formation d'un cheval pour l'attelage est un manque de temps.
La race a remporté le grand prix de Paris du cheval de trait en 2004 et 2005. Fabien Cannelle a remporté deux fois les finales d'attelage à un cheval en spécialité marathon en France, avec son Comtois Falco, en 2020 et 2021.

### Loisir, voltige et thérapie

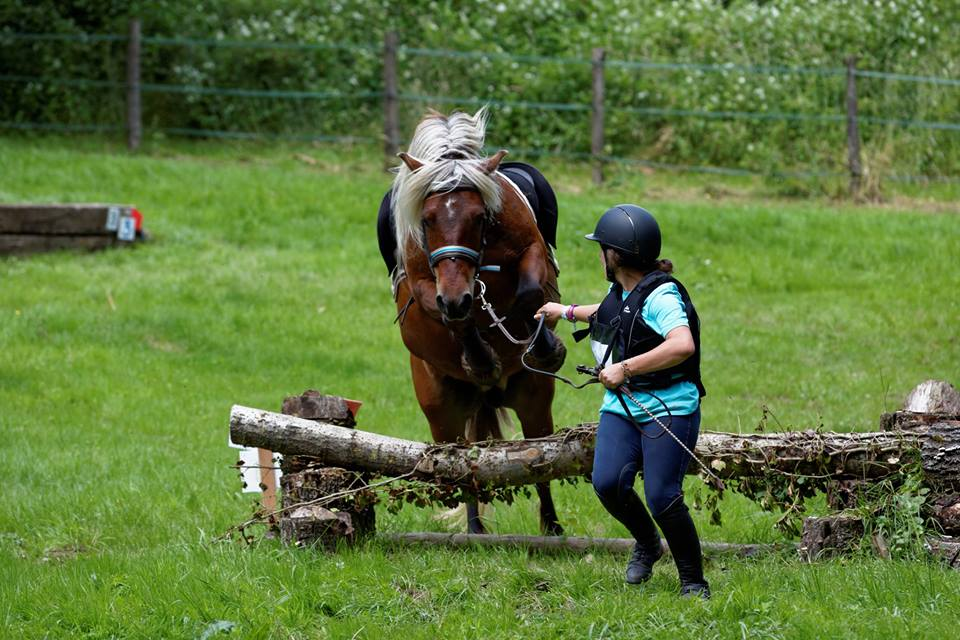
Comtois en compétition de TREC.

Le Comtois peut être monté ou attelé en loisir grâce à son tempérament calme. Bien qu'il ne s'agisse pas de son usage premier, il est régulièrement monté en randonnée équestre, où son élégance et sa capacité de portage des cavaliers corpulents sont appréciées. Pour les mêmes raisons, il peut faire un bon cheval de voltige. Les éleveurs de Comtois peuvent demander et obtenir une labellisation loisir de leurs chevaux.
Il est employé en équithérapie, dans les centres de réadaptation pour personnes handicapées ou en difficulté,.

### Spectacles

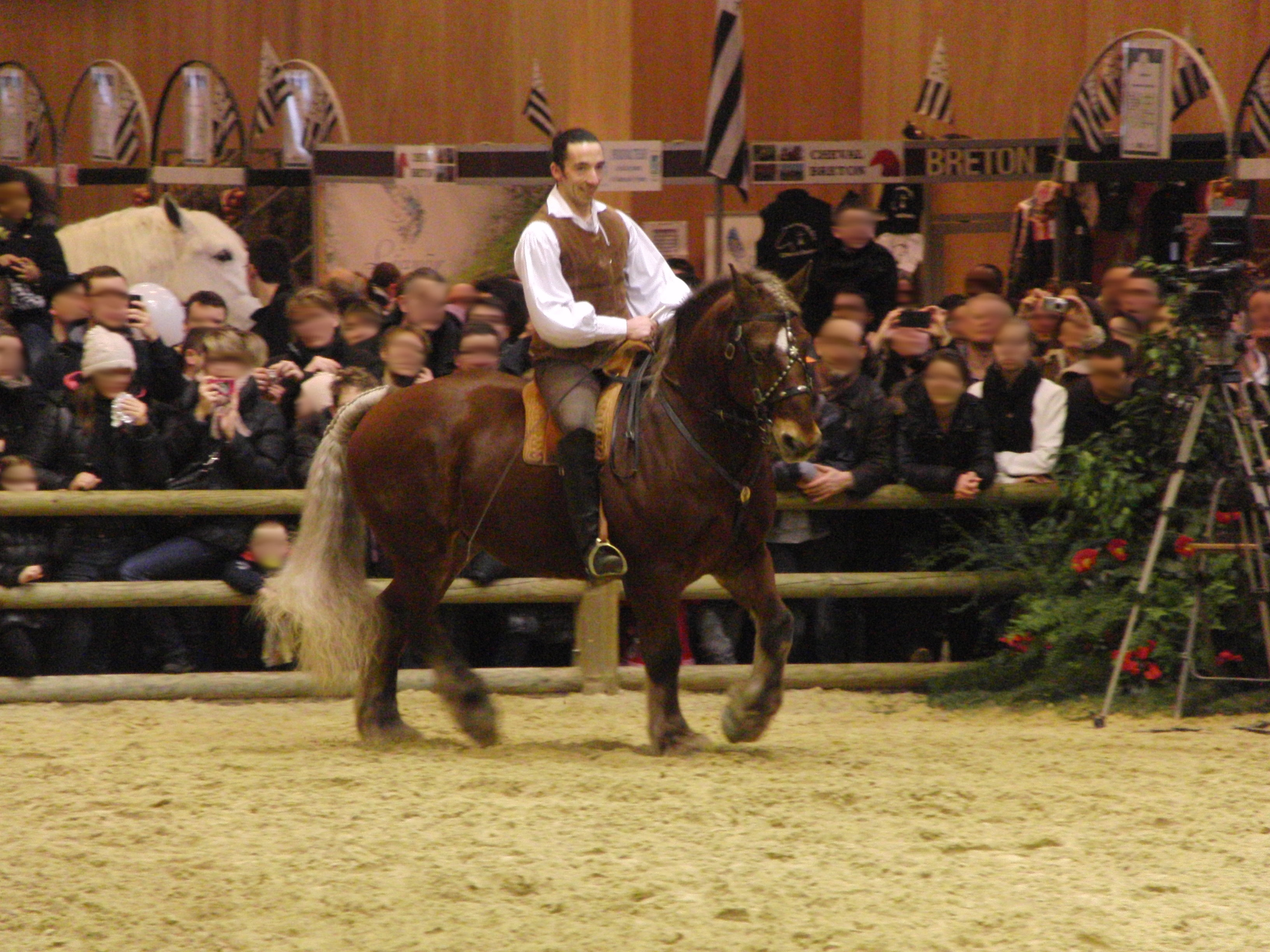
Cheval comtois de la troupe Jehol monté en spectacle au salon de l'agriculture de 2013.

La robe flatteuse du cheval Comtois lui vaut d'être mis en scène sur des spectacles. La troupe des « Comtois en folie », originaire de Maîche et dirigée par Guillaume Mauvais, travaille essentiellement avec ce cheval ; un Comtois de cette troupe, Querido, a joué dans un spectacle présenté à Cheval Passion en 2010. La compagnie Jehol, gérée par la famille Cannelle originaire de Villers-sous-Chalamont, travaille aussi avec cette race de chevaux.

### Lait de jument
Les juments comtoises sont aussi, mais encore rarement, élevées pour leur lait. La recherche de débouchés pour ce cheval a conduit les éleveurs à une réflexion entre 2004 et 2007, sur la possibilité de mettre en place une filière régionale qui produirait, transformerait et commercialiserait du lait de juments comtoises. L'École nationale d'industrie laitière de Mamirolle réalise plusieurs essais de transformation de ce lait, puis présente ses résultats en 2018.
Quelques éleveurs de chevaux Comtois en ont fait leur spécialité, en particulier des éleveurs installés à Foucherans et Trésilley.

### Croisements

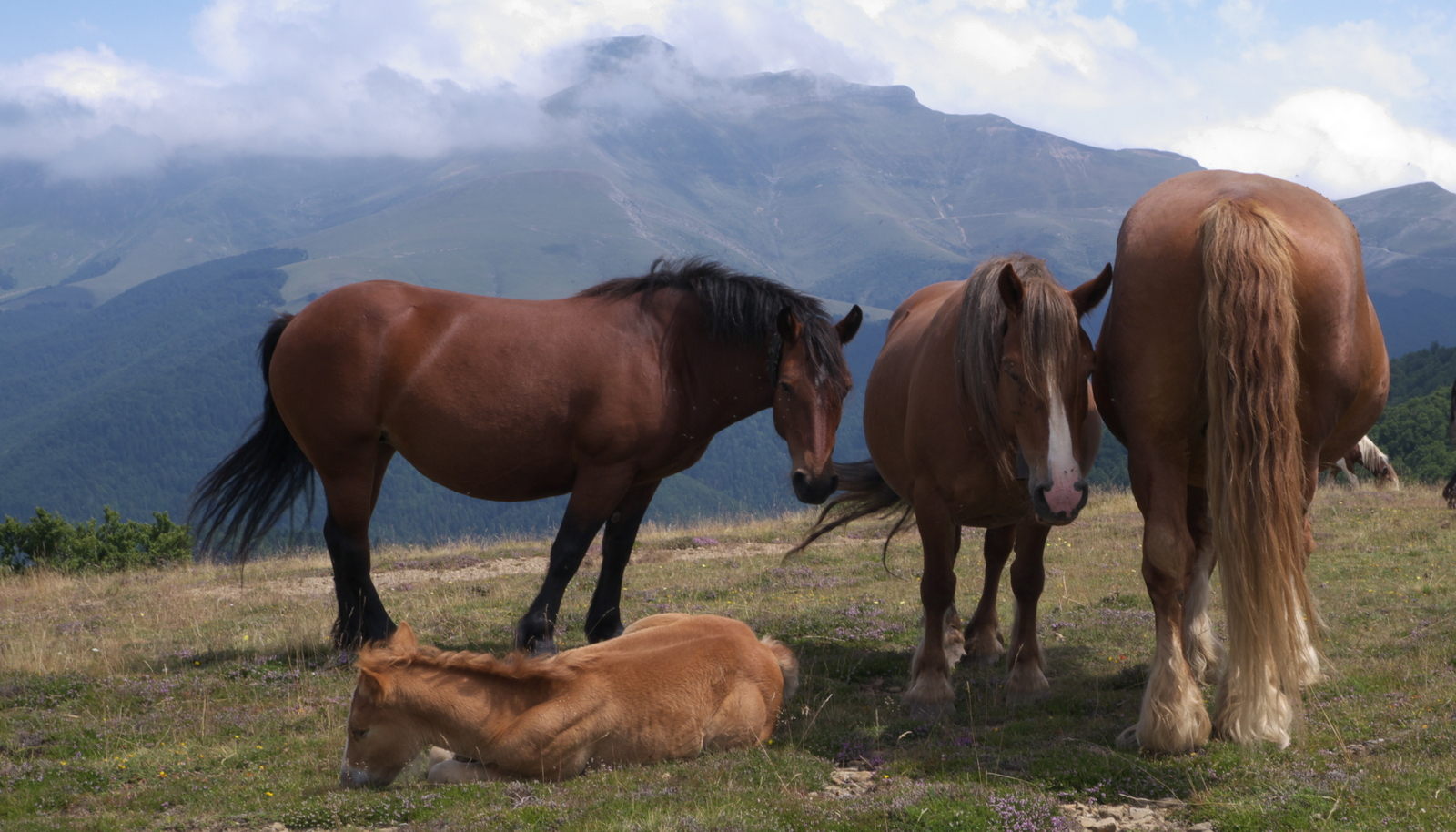
Groupe de chevaux lourds de montagne de race Burguete.

Le Comtois est utilisé en croisement avec des étalons Franches-Montagnes pour donner le cheval de Megève,. Il fait partie des croisements constitutifs de la race de chevaux lourds de montagne Burguete.
Il est aussi entré en croisement pour sauvegarder la race du Pfalz-ardenner.

## Diffusion de l'élevage

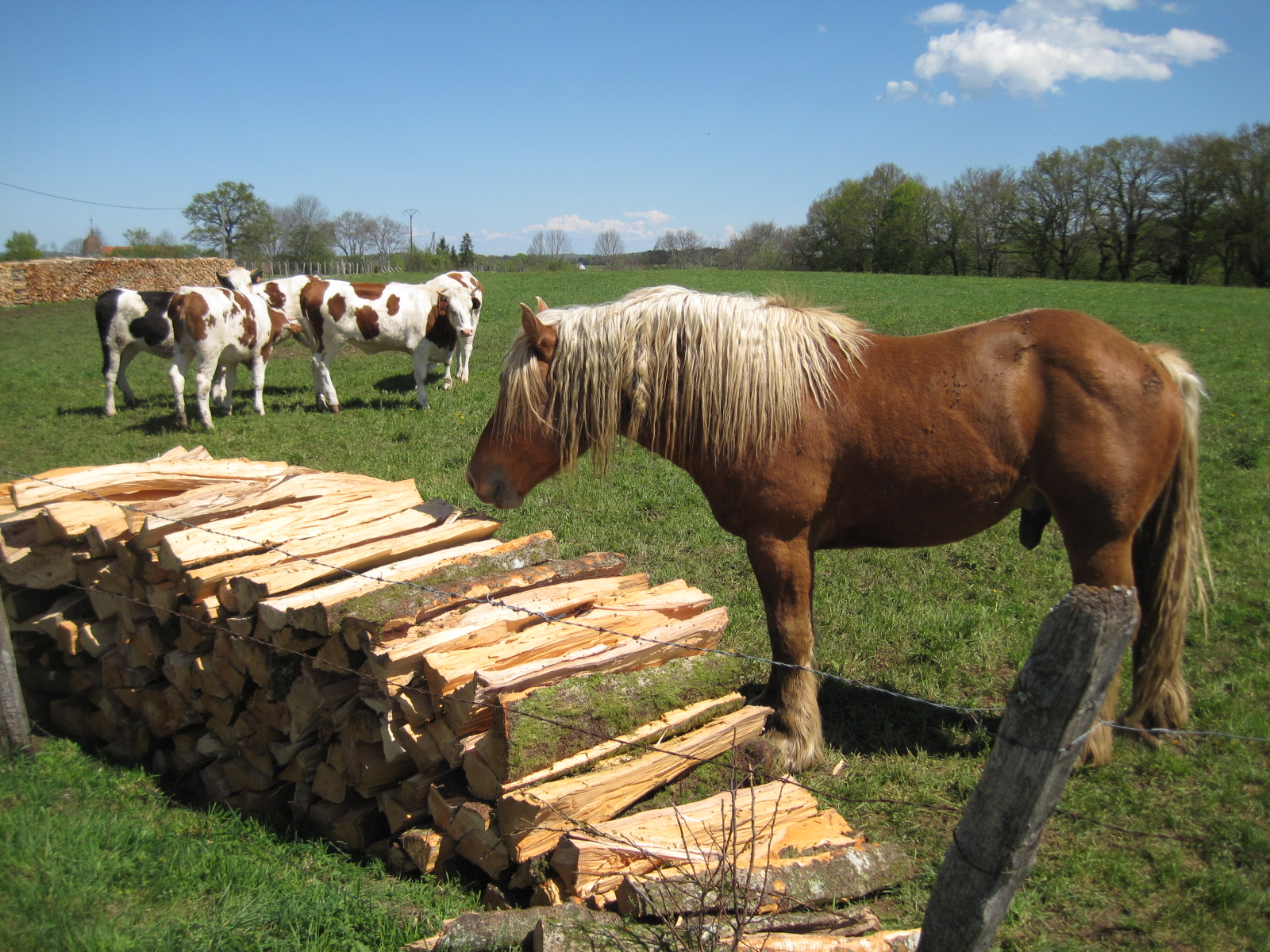
Comtois élevé avec des vaches Montbéliardes dans son berceau de race.

En 2010, le Comtois est considéré par la FAO comme une race locale à diffusion transfrontière, qui n'est pas menacée d'extinction. L'évaluation de la FAO réalisée en 2007 signale aussi une absence de risque d'extinction. En 2023, le Comtois est néanmoins considéré par l'Institut national de recherche pour l'agriculture, l'alimentation et l'environnement (INRAE) comme une race chevaline française menacée d'extinction. Par ailleurs, l'ouvrage Equine Science (4e édition de 2012) le classe parmi les races de chevaux de trait peu connues au niveau international.
Dans sa thèse, Cécile Blanchard analyse les raisons de la prépondérance de l'élevage du Comtois par comparaison à d'autres races de trait : son « petit gabarit » le rend plus facile à élever, plus facile à manipuler et plus économe pour son abri et sa nourriture ; de plus, le Comtois engraisse plus vite que les autres races et pourrait être plus facile à adapter à l’attelage sportif et à l'équitation de loisir, grâce à son gabarit. Enfin, son esthétisme attire davantage.

### En France
Le berceau de race se situe dans le Haut-Jura, autour de Besançon et de Pontarlier. L'élevage français reste traditionnellement concentré sur le plateau de Maîche (Doubs), dans le massif jurassien, même s'il s'est étendu à toute la région franc-comtoise. En raison de son adaptation au climat montagnard, l'élevage du Comtois s'étend à d'autres régions de moyenne montagne comme le Massif central, les Pyrénées et les Alpes, mais aussi en Alsace et en Bourgogne. Il n'est absent que dans le quart Nord-Ouest du pays.

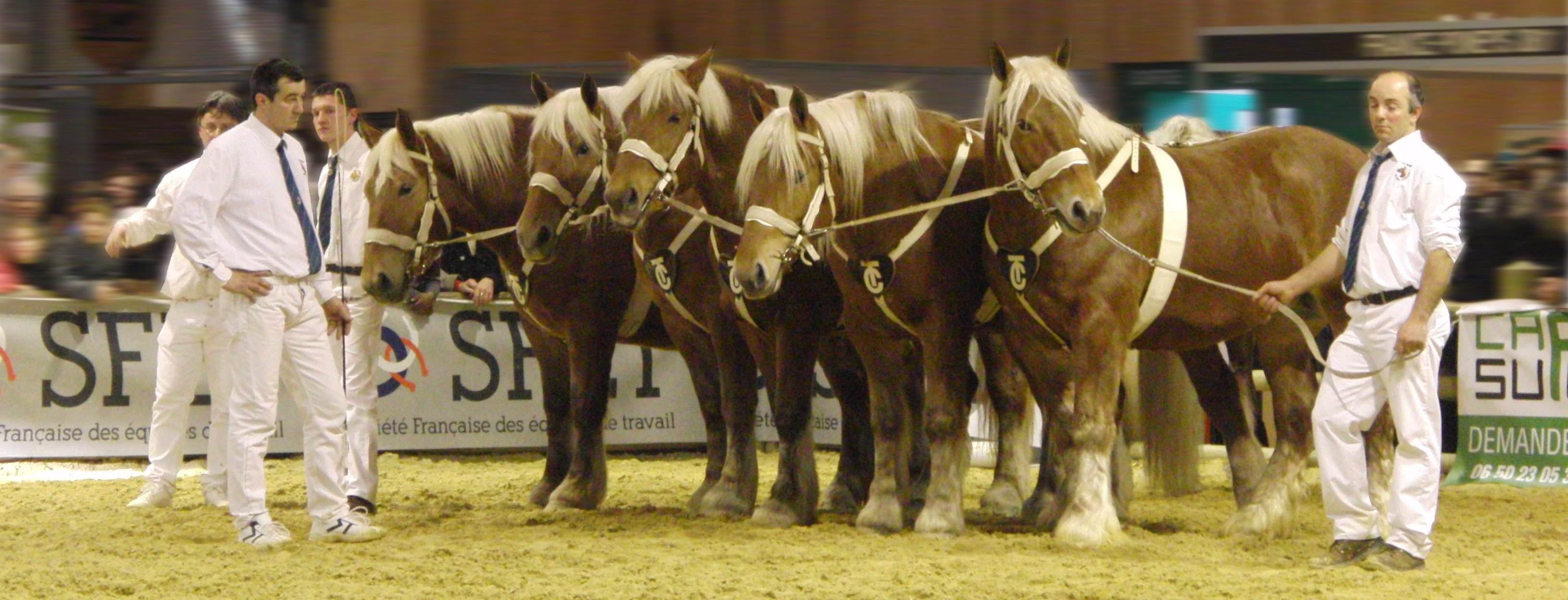
Groupe de chevaux Comtois présentés au salon de l'agriculture de 2014.

En 2013, avec 867 étalons en activité et 2 928 poulinières, le Comtois représente la première race de trait française en termes d'effectifs. Les effectifs totaux sont de 75 900 chevaux recensés dans toute la France en 2018. En 2015, il existe plus de 3 000 élevages de Comtois en France.

#### Indices de poulinage chez les Comtois

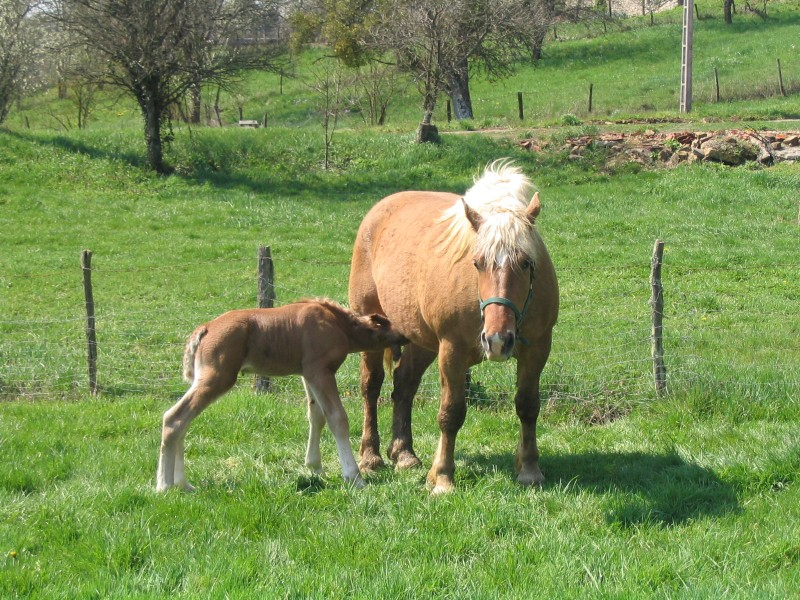
Jument comtoise avec son poulain.

Lors des déclarations de naissance, les éleveurs de chevaux de trait, dont les éleveurs de Comtois, renseignent les « conditions du poulinage ». Ces données visent, à terme, à apporter une aide aux éleveurs.
| Année                            | 1992 | 1996 | 2000 | 2004 | 2008 | 2010 | 2013 | 2017 |
| -------------------------------- | ---- | ---- | ---- | ---- | ---- | ---- | ---- | ---- |
| Nombre de poulinages en France,. | 2070 | 2781 | 4037 | 4262 | 4632 | 4518 | 3831 | 3078 |

En 2006, près d'un quart des naissances de chevaux de trait sur le territoire français concernent des Comtois. Les étalons reproducteurs servent principalement à l'élevage en race pure.

#### Fêtes et manifestations

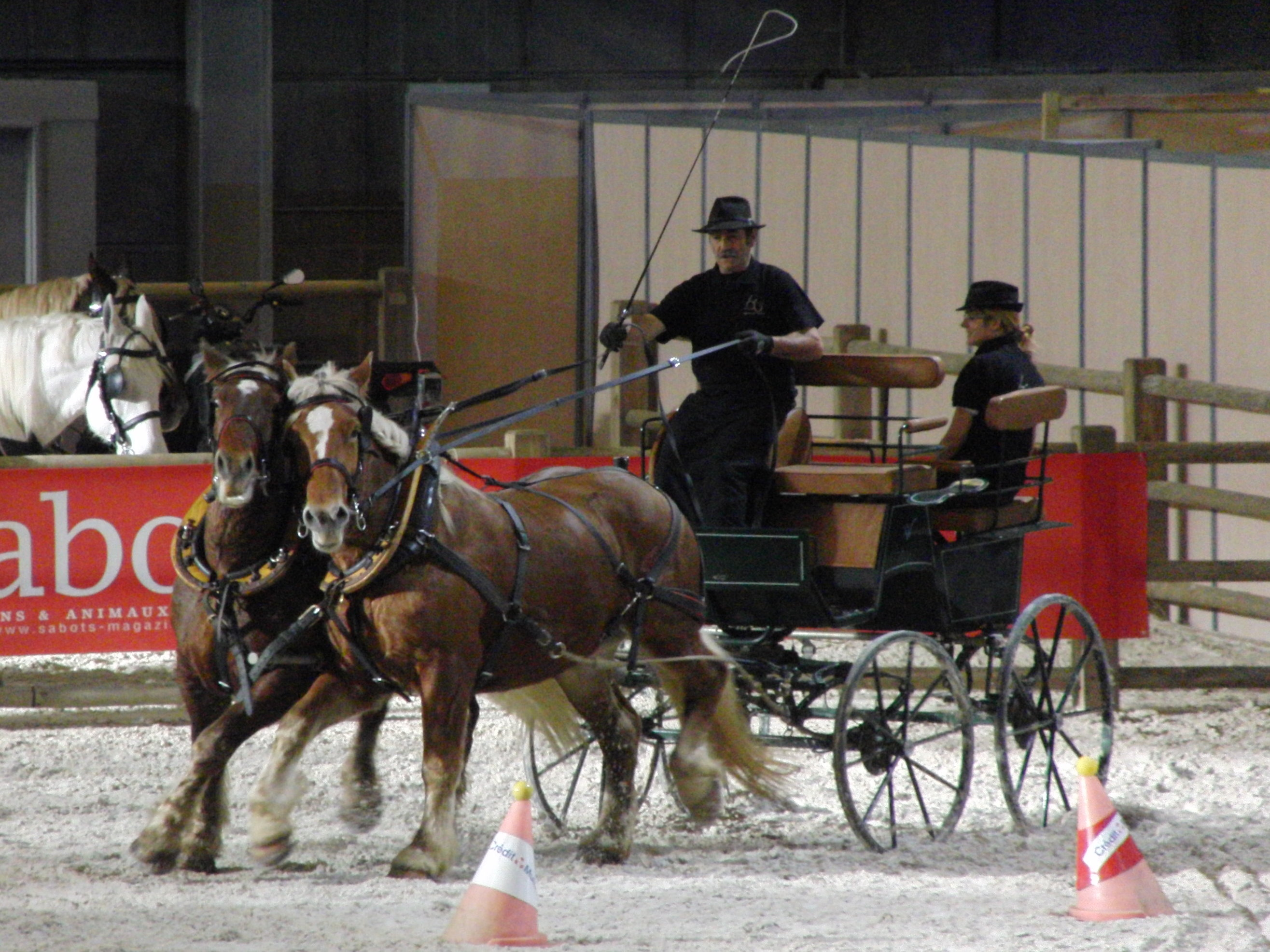
Démonstration de traction de Comtois pendant la Paris Cup Traction de 2014.

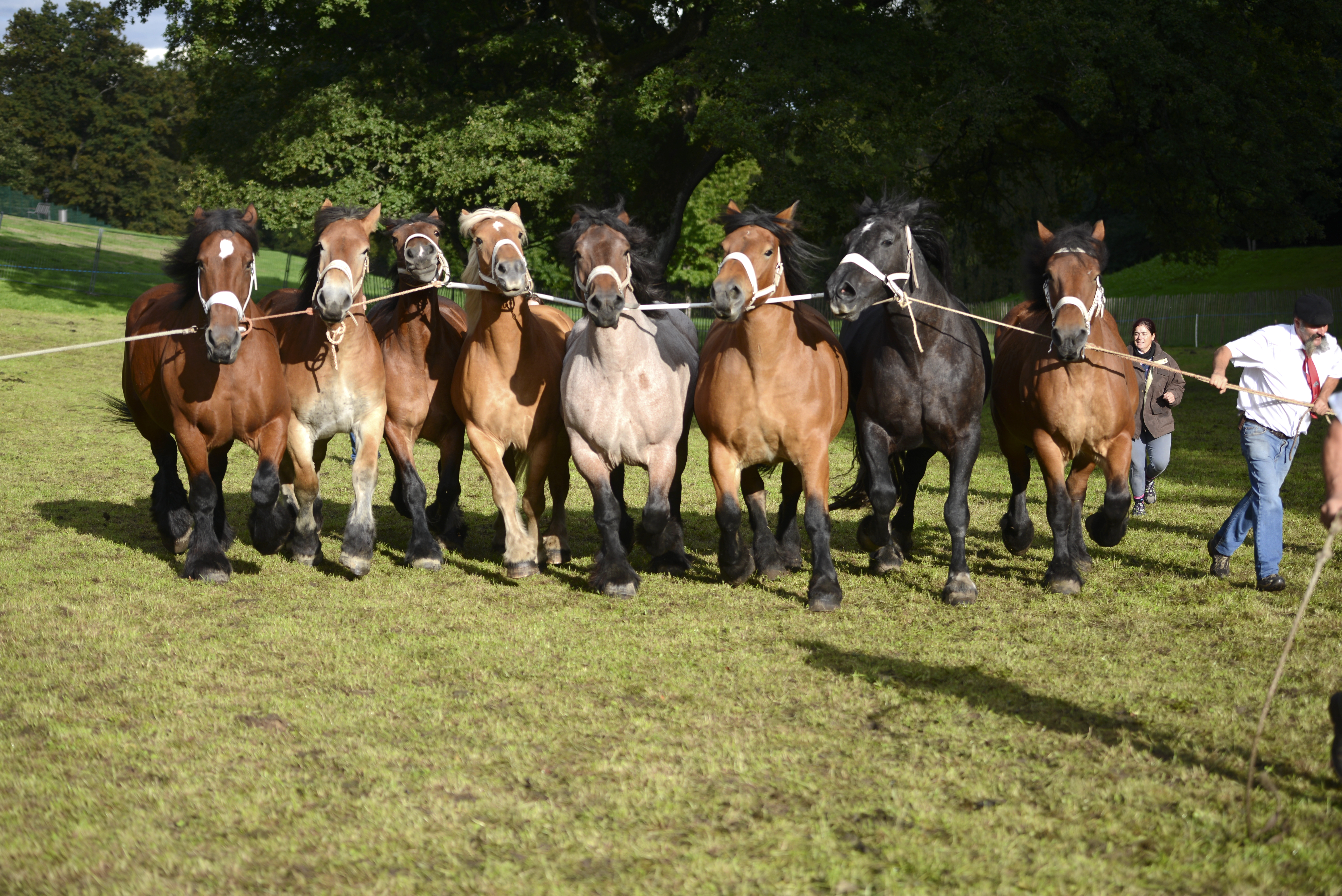
Chevaux de races Trait Comtois et Trait d'Auxois, en démonstration d'un "carrousel" au Creusot le 19 septembre 2015.

Ce cheval est mis à l'honneur lors de concours locaux durant les deux mois d'été. Le Festi'Cheval de Houtaud, au mois d'août, est une occasion pour voir des Comtois, ce qui fut notamment le cas pendant ses éditions de 2013 et de 2015.
La « Cavale Comtoise », organisée en août à Jussey par le Syndicat des éleveurs de chevaux de trait de Haute-Saône, rassemble un concours de modèle et allures, du spectacle équestre, des démonstrations de chevaux de travail et une parade équestre dans le bourg ; elle remplace en 2022 la finale départementale qui rassemble les chevaux qualifiés après les trois concours de Cemboing, Gray et Villersexel. Son édition de 2018 a attiré environ 3 000 visiteurs.
Des concours locaux de race Comtoise sont donc organisés à Gray, Cemboing et Villersexel. En juillet 2019, 54 jeunes Comtois ont participé au « concours parcours d’excellence du jeune équidé de travail » de Villersexel. En 2022, de jeunes éleveurs installés à Orgelet décident d'organiser un concours de la race au stade municipal ; sa seconde édition en 2023 attire 2 000 visiteurs.
En septembre, le concours national annuel à Maîche rassemble les plus beaux sujets de la race comtoise sur deux jours, et permet de choisir les chevaux présentés au Salon international de l'agriculture ; c'est aussi le plus grand rassemblement de chevaux de trait de France, avec près de 500 sujets présentés lors de l'édition de 2023,, contre 450 en 2021. En 2022, son organisateur témoigne vouloir donner à ce concours un caractère festif. Ce show annuel « spectaculaire » comporte à la fois des présentations montées et attelées, et un concours de modèle et allures.
Le Comtois est aussi présent sur des foires aux chevaux dans sa région. Il est possible d'en voir sur des concours et des foires hors du berceau de race, notamment à Bétaille dans le Lot (en 2015) et à Monclar-de-Quercy, dans le Tarn-et-Garonne (en 1999).
Les chevaux Comtois participent au salon international de l'agriculture, au salon du cheval de Paris, et sont présents en 2007 à La Route du Poisson, à la route des vins et du Comté, au sommet de l’élevage de Cournon-d'Auvergne et aux Journées du Cheval de Trait en Seine-Saint-Denis. Ponctuellement, ils sont présents à Equita'Lyon.

### Hors de France
La race est surtout exportée vers l'Allemagne, la Belgique, l'Espagne et les Pays-Bas.
En 2002, une vingtaine de chevaux Comtois est exportée chaque année ailleurs que sur le marché de la viande, pour le loisir (ce qui constitue sa principale utilisation), l'élevage et le débardage. La Belgique comptabilise en 2008, 80 naissances de poulains appartenant à la race. Ponctuellement, le Comtois est présenté à Fieracavalli en Italie et à la foire agricole de Libramont en Belgique.

## Dans la culture

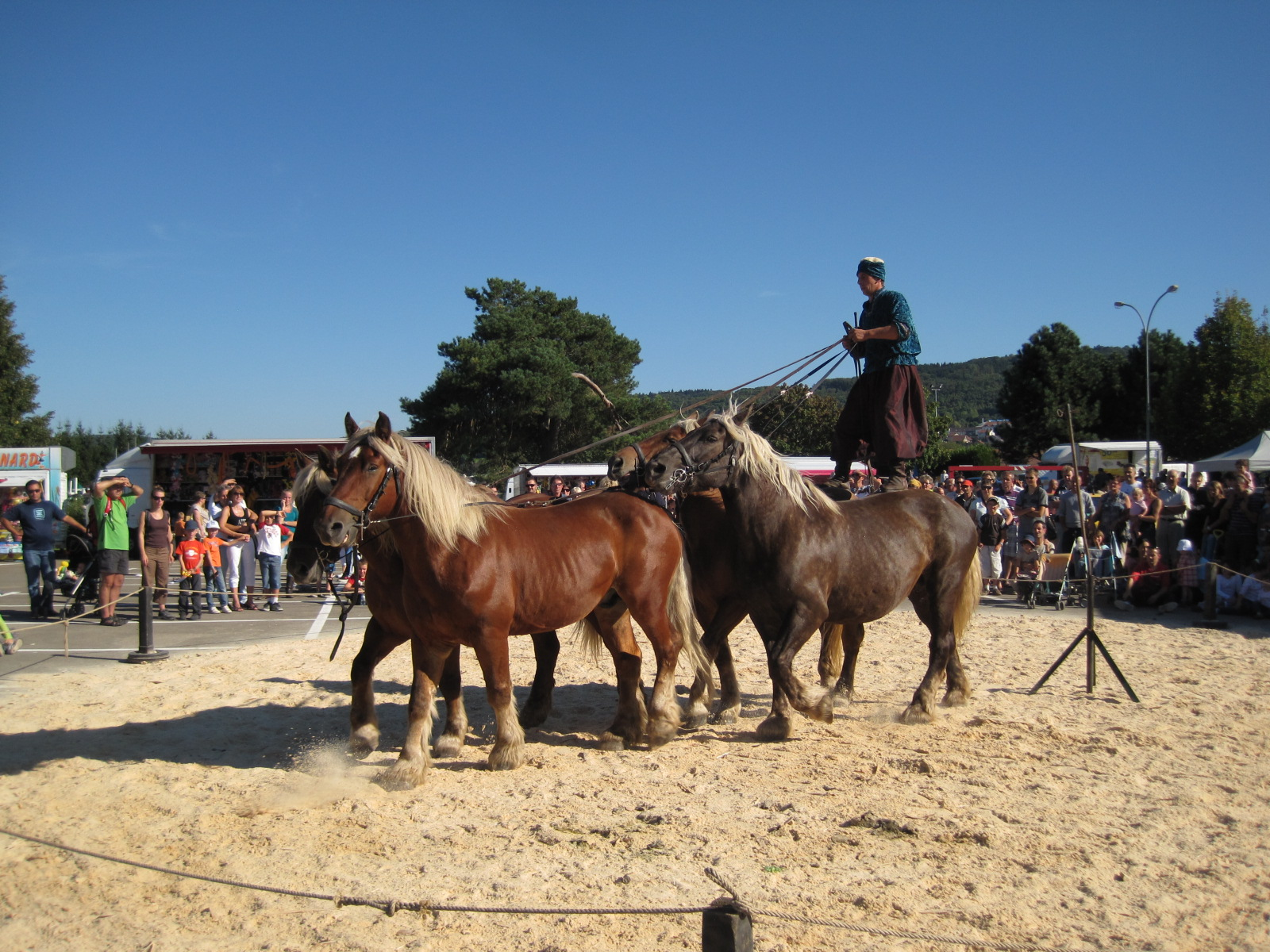
Spectacle équestre avec quatre chevaux Comtois.

Le cheval de trait Comtois est l'un des symboles de la Franche-Comté. Son image évoquant la campagne lui confère un certain capital de sympathie. D'après Wadel, son iconographie est assez rare sous l'Ancien Régime, en y incluant deux tableaux allégoriques du XVIIe siècle. Dans Les trois époques de la Franche-Comté des Habsbourg, Charles Quint chevauche un Comtois militaire. Les peintres de bataille qui peignent la région franc-comtoise, comme Jacques Courtois, ne se préoccupent pas de rendre le modèle du cheval du pays.
Le roman régional Les comtois de la liberté, paru en 1995, met en scène les chevaux du pays. Un cheval Comtois fait une très courte apparition dans le livre Un loup est un loup, de Michel Folco.
En 2004 et 2005, à l'occasion de deux expositions pour le 250e anniversaire du haras national de Besançon, l'ouvrage Le cheval comtois : évolution et renouveau d'une race ; éleveurs et haras est publié par les Archives départementales du Doubs.
Un « musée relais du cheval de trait Comtois et de la forêt » existe à Levier, dans la vallée du Lison. Ouvert d'avril à septembre et pendant les vacances scolaires, il se veut une vitrine économique de la race, présente l'élevage et ses savoir-faire, les métiers du cheval, et des témoignages dans un pôle multimédia. Des promenades en calèche ainsi que des visites d'élevages sont possibles sur réservation,.